# Provincia de Córdoba (Argentina)
Córdoba, en el texto de la Constitución provincial Provincia de Córdoba, es una de las veintitrés provincias autónomas que integran la República Argentina. A su vez, es uno de los veinticuatro estados autogobernados o jurisdicciones de primer orden que conforman el país, y uno de los veinticuatro distritos electorales legislativos nacionales. Su capital y ciudad más poblada es la homónima Córdoba, teniendo además como capital alterna a la ciudad de Villa de la Concepción del Río Cuarto según la Ley provincial N.º 10.169 promulgada el 25 de octubre de 2013.
Está ubicada en el centro geográfico del país, al oeste de la región Centro de Argentina, limitando al norte con Catamarca y Santiago del Estero, al este con Santa Fe, al sureste con la provincia de Buenos Aires, al sur con La Pampa y al oeste con San Luis y La Rioja. Con 4 019 371 habs. es la segunda jurisdicción de primer orden más poblada según estimación 2025 —por detrás de la provincia de Buenos Aires—, con 165 321 km², es la quinta más extensa —superada por la provincia de Buenos Aires, Santa Cruz, Chubut y Río Negro— y con 24 hab./km², es la sexta más densamente poblada, por detrás de la Ciudad Autónoma de Buenos Aires y las provincias de Tucumán, Buenos Aires, Misiones y Santa Fe.
El 60% de la población está aglomerada en el área metropolitana provincial (Gran Córdoba), con 2 339 455 habitantes, convirtiéndola en la segunda aglomeración urbana del país después del Gran Buenos Aires.

## Historia

### Historia antigua
Según investigaciones, las primeras sociedades de las sierras de Córdoba provendrían del sureste. Estas personas habrían utilizado la vía de los ríos para ir desde las tierras bajas del sudoeste hasta las sierras Pampeanas.
El contexto de vida en aquel entonces los ponía en contacto con una megafauna caracterizada por gliptodontes, megaterios y esmilodontes.
El paso al sedentarismo se produjo a partir de las actividades agrícolas, y se encuentra fechado a 1500 años de antigüedad. Los antiguos habitantes pasaron de vivir en aleros a fabricar «casas pozo», características de la gente que habitaba esta zona. Se cree que las mismas eran de una construcción elaborada ya que podrían haber contenido «sistemas de galerías donde había fogones o áreas de almacenajes».
A la llegada de los conquistadores españoles (siglo XVI), la región de esta provincia estaba habitada por los comechingones, en su mayoría en la región serrana, a su vez se extendían hasta la región pampeana compartiendo territorio con los trashumantes het, mientras que en la zona noreste estaban sufriendo una invasión por parte de los sanavirones. Por su parte, en el noroeste se encontraban los olongastas, una parcialidad de los diaguitas, mientras que por las orillas del río Carcarañá se encontraba la etnia epónima, muy influida culturalmente por los guaraníes.

### Época colonial
Diego de Rojas en 1543 fue el primer español que exploró el área de las sierras de Córdoba. Partió de Cuzco con un contingente de 300 hombres, con la misión de descubrir una provincia entre Chile y el Río de la Plata, enfrentando una feroz resistencia de los comechingones en su camino. Rojas murió por el ataque de una flecha, y la expedición regresó, ya diezmada, bajo el mando de Francisco de Mendoza.[cita requerida]
Desde la creación del virreinato del Perú por real cédula del 1 de marzo de 1543, la región del Tucumán quedó integrada en él, incluyendo a la actual Córdoba. La Provincia del Tucumán, Juríes y Diaguitas fue creada en 1564, siendo su primer gobernador Francisco de Aguirre con sede en Santiago del Estero. Con la creación de la Gobernación del Tucumán en 1566 y del Obispado del Tucumán en 1570, esta región empezó a cobrar importancia.
El 6 de julio de 1573 Jerónimo Luis de Cabrera fundó la ciudad de Córdoba de La Nueva Andalucía, a orillas del río Suquía llamado por los conquistadores río Primero, en un sitio llamado Quizquizacate por los indígenas, procedentes de territorios actualmente en el centro de Santiago del Estero, sanavirones que estaban invadiendo territorios comechingones (en la lengua sanavirona el nombre del lugar significaba "Encuentro de los ríos"). El nombre dado por Cabrera a la ciudad es un homenaje a su mujer, Doña Luisa Martel de los Ríos, cuya familia provenía de la provincia de Córdoba en la comunidad de Andalucía, España. Cabrera buscaba dos objetivos. Uno de ellos era disponer de una salida a "La Mar del Nord", es decir al Océano Atlántico, ya que creyó que la Laguna de Mar Chiquita era una bahía de este océano; y también intentó fundar una ciudad a orillas del río Paraná. El segundo de los objetivos era la fabulosa Ciudad de Los Césares, por esto desobedeció las órdenes del virrey del Perú y fundó la ciudad de Córdoba al sur de la jurisdicción que se le asignara. Dicha desobediencia motivó que Cabrera fuera ejecutado por garrote vil en la ciudad de Lima, en Perú el 17 de agosto de 1574.
Si hasta 1620 Córdoba había sido solo una plaza de venta de esclavos, luego del descenso de la población indígena, los esclavos tomaron su lugar en la producción. Durante la segunda mitad del siglo XVII las guerras calchaquíes y las incursiones en la región del Chaco proporcionaron nuevos contingentes de familias indígenas (quilmes, mocovíes y qoms) que fueron encargados en encomienda a los vecinos. Los cambios producidos generaron sin duda una campaña multiétnica que paulatinamente fue sufriendo un proceso de mestizaje con el aumento vegetativo de la población. Según el primer censo de 1778 la región de Córdoba (ciudad y campaña) registraba 44.506 habitantes, de los cuales el 35% de la población era española o blanca y el otro 65% estaba constituido por castas (negros, mulatos, indios, mestizos, zambos). El 16% de la población se concentraba en la ciudad mientras el 84% se localizaba en áreas rurales. A partir de esa época, y en gran medida debido a la mixogénesis por la cual los varones de la casta dominante "blanca" tenían descendencia con mujeres de su mismo linaje o con las de las otras "castas" comenzó el predominio de la población gaucha en las áreas rurales (tener en cuenta que en esa época más del 90% del territorio de las provincias era rural). En 1622 se creó la Aduana Seca de Córdoba con la intención de impedir el contrabando de la plata y oro obtenidos del Noroeste y del Alto Perú, así como de regiones serranas (por ejemplo de las minas de oro de La Carolina (San Luis)), y exportados ilegalmente por el puerto de Buenos Aires.

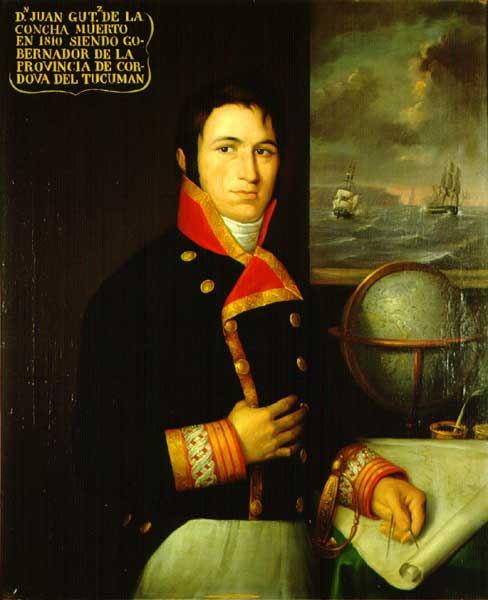
Juan Gutiérrez de la Concha, gobernador de Córdoba en 1806

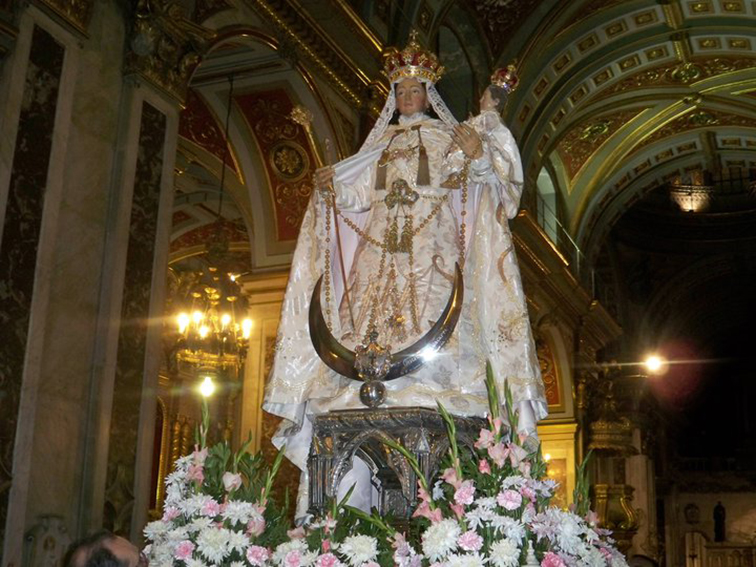
Virgen del Rosario del Milagro, también llamada "La Negrita", es la patrona de la provincia de Córdoba.

En 1774 el cambio del cura en la capilla de Pocho enfrentó a las autoridades obispales con José de Isasa y José de Tordesillas, dos personas influyentes del lugar. El obispo amenazó con recurrir al Tribunal del Santo Oficio, mientras que Isasa armó a doscientos hombres para marchar sobre Córdoba y hacer valer sus razones. Estos desistieron de su propósito antes de cruzar el río Primero o Suquía y la situación se resolvió pacíficamente.
En 1776, dado que formaba parte de la Gobernación del Tucumán, pasó a integrar el recién creado Virreinato del Río de la Plata. La ciudad argentina de Córdoba por su ubicación geográfica casi en el centro del Cono Sur fue el nudo de comunicaciones terrestres entre los territorios españoles ubicados al sureste con el Río de la Plata y por lo mismo su salida al océano Atlántico, al oeste con la capitanía General de Chile que era la salida al océano Pacífico y al norte con el Alto Perú por este motivo la región que en el siglo XVIII era correspondiente a la actual provincia argentina de Córdoba contaba por entonces con 20 000 habitantes.
Al subdividirse administrativamente el virreinato del Río de la Plata, conforme a la Real Ordenanza de Intendentes del 28 de enero de 1782, la actual provincia de Córdoba quedó ubicada dentro de la Gobernación Intendencia de San Miguel de Tucumán. La Real Cédula del 5 de agosto de 1783, suprimió la Gobernación Intendencia del Tucumán, con lo cual Tucumán junto con Catamarca, Santiago del Estero, Jujuy, Salta, Tarija y la Puna de Atacama, pasó a integrar la nueva Gobernación Intendencia de Salta del Tucumán, con sede gubernativa en Salta (desde 1792). Mientras el resto del territorio formó la Gobernación Intendencia de Córdoba del Tucumán que incluía a Córdoba, San Luis, Mendoza, San Juan y La Rioja.
Su primer gobernador intendente fue el marqués Rafael de Sobremonte, quien más adelante sería virrey del virreinato del Río de la Plata.
La Villa de la Concepción del Río Cuarto fue fundada el 11 de noviembre de 1786 por orden de Rafael de Sobremonte, por entonces Gobernador Intendente de Córdoba del Tucumán. El 19 de marzo de 1798 quedó instalado el Cabildo.
El desarrollo de la provincia en estos tiempos se vio favorecido por los franciscanos y los jesuitas, que buscaban evangelizar a los nativos del lugar. Construyeron estancias, templos, edificios, y desarrollaron un sistema cultural, religioso, educativo y político. En 1613 fundaron la primera universidad de Argentina. El Camino de las Estancias Jesuíticas y la Manzana Jesuítica fueron de una importancia tal que fueron declarados Patrimonio de la Humanidad por la Unesco en el año 2000.

### SigloXIX
En año 1806 tuvieron lugar las Invasiones Inglesas al Río de la Plata, en las cuales gran parte de la Banda Oriental y de la provincia de Buenos Aires quedaron bajo ocupación del Reino Unido. El 27 de junio la ciudad de Buenos Aires se rindió a los británicos, mientras que el virrey Rafael de Sobremonte se retiró hasta la ciudad de Córdoba junto a unos centenares de milicianos. El 14 de julio siguiente Sobremonte nombró a la ciudad de Córdoba capital provisional del virreinato, llamando a desoír cualquier orden proveniente de Buenos Aires mientras estuviera ocupada. Desde Córdoba Sobremonte comenzó a reunir fuerzas para expulsar a los británicos, a las cuales se sumó la población porteña. La ocupación británica fue expulsada por las fuerzas de Santiago de Liniers, habiendo también contingentes al mando del cordobés Juan Bautista Bustos. Al final de la guerra Liniers sería aclamado popularmente y elegido como gobernante en lugar de Sobremonte, que se trasladaría a la Banda Oriental y luego sería depuesto como virrey, lo cual impulsaría los movimientos independentistas.
Al producirse la Revolución de Mayo, Córdoba fue el bastión inicial de la oposición realista liderada por Santiago de Liniers que organizó una contrarrevolución, aunque la población en general respaldaba a la revolución, lo cual llevaba a que el poder de su ejército se viera minado por deserciones y sabotajes. Desde Buenos Aires y Santa Fe se enviaron tropas que acabarían derrotando y fusilando a casi todos los cabecillas en un sitio a orillas del ramal principal del Camino Real llamado Cabeza de Tigre cercano al fortín y posta de Cruz Alta. En la lápida de los ajusticiados se leía Clamor, en referencia a las letras iniciales de los apellidos de los fusilados: Concha, Liniers, Allende, Moreno, Orellana y Rodríguez. Sin embargo, a pesar de ser mencionado en la lápida, Rodrigo de Orellana no fue fusilado sino que se respetó su vida por su condición de obispo.
En 1813 se creó la Intendencia de Cuyo y el general José de San Martín asumió el cargo de Gobernador, separándose del control cordobés, Mendoza, San Juan y San Luis. Aunque San Martín tenía como sede de gobierno para la provincia de Cuyo la ciudad de Mendoza, debido a sus problemas de salud, frecuentemente residía en la provincia de Córdoba, lo mismo que su esposa Remedios de Escalada y la hija de ambos, Mercedes.
En 1814 el gobernador José Javier Díaz integró Córdoba a la Liga del los Pueblos Libres como provincia federada. La Rioja, que formaba parte de la Intendencia de Córdoba del Tucumán, desconoció esta acción del gobernador manteniéndose temporalmente en forma autónoma. El 15 de diciembre de 1817 retornaron al gobierno de Córdoba los partidarios (unitarios) del Directorio de Buenos Aires, volviendo La Rioja a la situación de tenencia de gobierno.
A partir de 1815 Córdoba se transformó en el centro geográfico de la contienda entre federales y unitarios; en efecto, para ese año la provincia de Córdoba fue una de las constituyentes de la Unión de los Pueblos Libres (Liga Federal) que tenía como principal referente al oriental José Gervasio Artigas, sin embargo la actitud de los gobiernos federales (a diferencia de los de las otras provincias de dicha liga) cordobeses fue contemporizadora respecto al poder establecido en la ciudad de Buenos Aires, de modo que en 1816 la provincia de Córdoba participó del Congreso de Tucumán por el cual se proclamó definitivamente la independencia argentina, en efecto para tal Congreso la provincia de Córdoba envió tres diputados, los únicos federales que pudieron participar en el mismo: José Antonio Cabrera y Cabrera, Eduardo Pérez Bulnes y Jerónimo Salguero, sin embargo los dos primeros se negaron a continuar en el Congreso cuando este fue trasladado a Buenos Aires. Córdoba junto a los otros estados históricos eran de hecho independientes y fueron predecesores de la Argentina, así formaban la Confederación Argentina, una federación de estados independientes que finalizó cuando Córdoba y el resto cedieron sus derechos para fundar una república federal.
Después del motín de Arequito el 5 de enero de 1820, el Cabildo de Córdoba depone al Gobernador-Intendente Dr. Manuel Antonio de Castro y declara la independencia federal de la provincia, nombrando al general Bustos, jefe de la sublevación de Arequito, gobernador de la provincia autónoma de Córdoba.
La Rioja se separó de Córdoba el 24 de enero de 1820, el coronel mayor Francisco Ortiz de Ocampo fue elegido gobernador de esa nueva provincia.
Poco tiempo después el territorio de la provincia se transformó en campo de batalla entre los federales y la facción llamada de los unitarios, en ese período la provincia reforzó sus características paradojales, algunos de sus principales líderes se contaron entre los principales líderes de ambos bandos a escala nacional, destacándose las fuertes personalidades de Juan Bautista Bustos y la de su rival José María Paz.
 El prolongado conflicto concluyó en lo militar con la Batalla de Las Playas el 28 de junio de 1863.

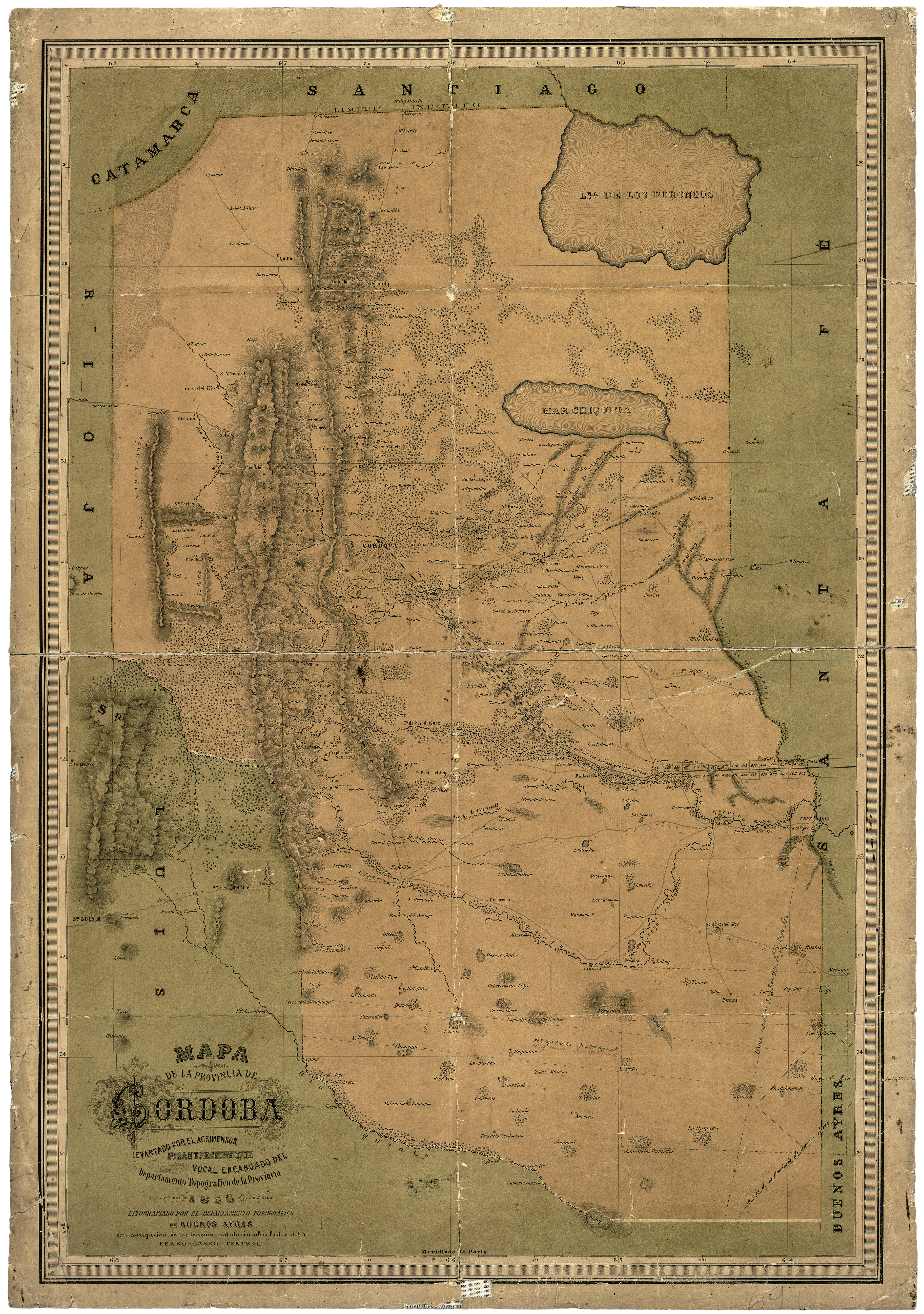
Mapa de la Provincia de Córdoba, con terrenos medidos a ambos lados del Ferrocarril Central. Año 1866. Archivo General de la Nación.

A fines del siglo XIX, con la llegada en 1870 del ferrocarril a la ciudad de Córdoba y especialmente a partir de la Exposición Industrial Nacional de 1871 cuyo solar era el hoy llamado parque Sarmiento al ser patrocinada por el presidente argentino Domingo Faustino Sarmiento comenzó la modernización de la industria cordobesa; se tendieron extensos e importantes ramales ferroviarios los cuales facilitaron la gran inmigración europea, principalmente de orígenes italianos procedentes del Piamonte, el Friul y otras regiones itálicas, así como de orígenes españoles procedentes de diversas regiones ibéricas, en menor medida inmigraron alemanes y otros germanos y franceses, luego fue también importante la inmigración de armenios y de "ingleses" (muchos de ellos británicos con orígenes escoceses, irlandeses, etc.; por ejemplo la ciudad de Bell Ville debe su nombre a que inicialmente fue una estancia de ganaderos escoceses de apellido Bell). Los italianos y españoles inicialmente poblaron la región de la Pampa Húmeda dedicándose como chacareros a la agricultura intensiva y a la ganadería intensiva, los "ingleses" (que se sumaron al contingente existente a partir de 1808 cuando al norte, especialmente en la zona de Río Seco, de la provincia de Córdoba fueron confinados muchos de los británicos aprisionados en las Invasiones inglesas) mayormente llegaron como empleados administrativos de los ferrocarriles. El auge industrial que a partir de esa época obtuvo la provincia argentina de Córdoba hizo que en ella, a partir del año 1880 se construyera el primer gran dique embalse con usina eléctrica de Hispanoamérica: el Dique San Roque, que al comenzar su construcción (1880) fue la obra más importante de ingeniería de toda América —debida a Juan Bialet Massé y Carlos Cassaffousth—, también de esa época fueron los grandes molinos harineros de la familia Ducasse (uno de cuyos parientes fue nada menos que Lautreamont) y los molinos harineros de los Minetti en lo que hoy es el pleno centro de la ciudad de Córdoba. A partir de fines de siglo XIX la mayor parte de la población de la provincia de Córdoba tiene orígenes europeos.

### SigloXX

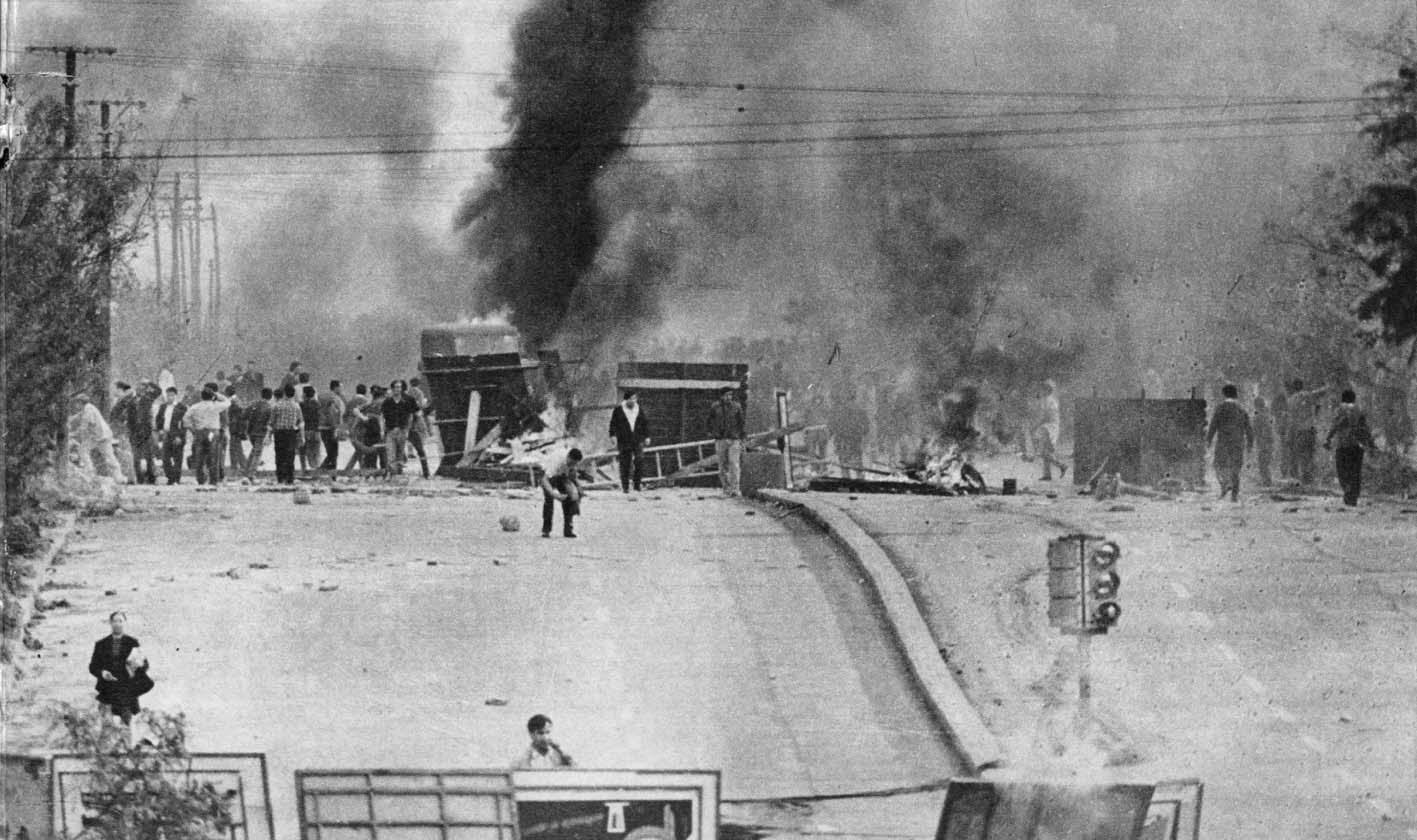
Imágenes del Cordobazo

A inicios del siglo XX se destacaron los progresistas aunque controversiales gobiernos de Ramón José Cárcano, parte de la controversia se debe a que Cárcano había sido décadas antes aliado del presidente cordobés Miguel Juárez Celman. También obtuvo renombre Córdoba por ser el centro de la Reforma Universitaria de 1918.
La prosperidad se incrementó al crearse el "Área Material Córdoba" durante el gobierno de Amadeo Sabattini, emprendimiento del estado nacional que significó la instalación desde el año 1927 de la Fábrica Militar de Aviones, automotores, tractores, material ferroviario, material aeroespacial, etc. Entre las empresas estatales y mixtas del AMC se destacaron: Dinfia, IAME, Materfer, IKA.
Tras ser depuesto el presidente constitucional argentino electo democráticamente Arturo Umberto Illia que poseía amplia trayectoria en la Provincia de Córdoba y era reconocido por su probidad, en gran medida ocasionado por a la masiva campaña mediática en su contra que no escatimaba en ridiculizarlo con caricaturas, se impuso un gobierno cívico-militar de facto y luego el 29 de mayo de 1969 tuvo lugar en la ciudad de Córdoba una gran protesta social conocida como Cordobazo. La misma ocurrió durante el gobierno de la Revolución Argentina, la cual se vio debilitada por el alzamiento popular. El Cordobazo comenzó con un conjunto de huelgas y asambleas más o menos organizadas, a las cuales se sumó una importante cantidad de personas autoconvocadas. Las multitudes se enfrentaron a la policía, lo cual llevó a la muerte del manifestante Máximo Mena, lo cual empeoró aun más la situación. Finalmente el gobierno de Onganía envió al ejército a reprimir las protestas. Sin embargo, esto debilitó a su gobierno y llevó a su destitución por parte de la Junta de Comandantes en Jefe de las fuerzas armadas, además de fortalecer a la dirigencia obrera.
El 18 de abril de 1983, el gobierno militar promulgó el Decreto-Ley N.º 22 789, definiendo completamente la frontera con la provincia de Santiago del Estero. Con la llegada de la democracia se eligió como gobernador al radical Eduardo Angeloz, quien fue reelecto en dos oportunidades y gobernó hasta 1995. En medio de numerosas protestas sociales entregó el poder anticipadamente a su sucesor, el radical Ramón Mestre. Mestre gobernó hasta 1999, año en que fue sucedido por el justicialista José Manuel de la Sota.

### SigloXXI
Durante las primeras décadas del siglo XXI se intercalan en el gobierno provincial los peronistas José Manuel de la Sota (1999-2007, 2011-2015) y Juan Schiaretti (2007-2011, 2015-2023). Las elecciones de 2007 fueron particularmente parejas entre las fórmulas de Luis Juez y Juan Schiaretti, incluyendo denuncias de fraude electoral, que fueron finalmente desestimadas por la Justicia Electoral que declaró ganador a Schiaretti.
Durante el año 2008 hubo cortes de ruta en Córdoba y otras provincias con motivo de un paro patronal agropecuario de los sectores de producción agrícola. Dicho tema motivó que el gobernador Schiaretti se distanciara de la presidenta Cristina Fernández.
En diciembre de 2013, durante el último gobierno de De la Sota, se produjo un acuartelamiento de oficiales de la Policía de la Provincia de Córdoba que duró 35 horas durante las cuales ocurrieron saqueos y robos en la capital.
A principios de abril de 2025 el gobernador Llaryora firmo un decreto para privatizar la empresa de energía eléctrica provincial.

## Geografía

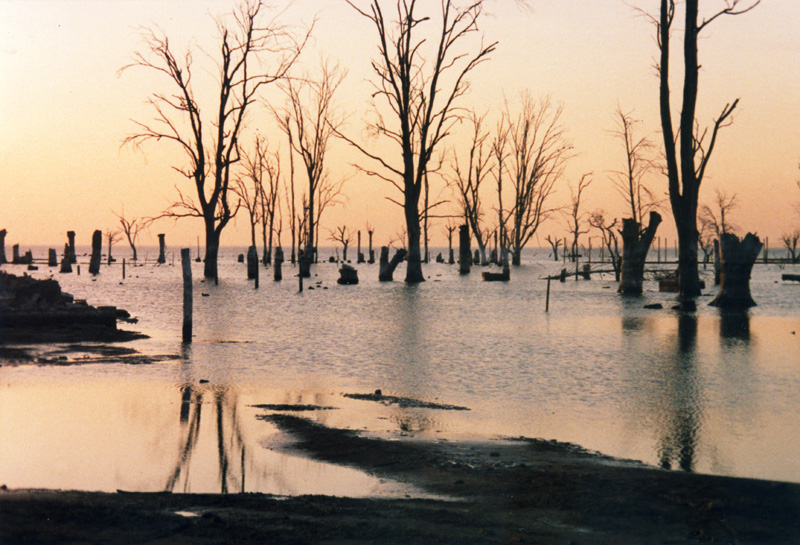
Mar Chiquita, también llamada Mar de Ansenuza, es una laguna de elevada salinidad que con una superficie de 6000 km² constituye el lago salado más extenso de los hemisferios sur y occidental, y el cuarto más grande del mundo.

Córdoba presenta dos áreas diferenciadas:
- La llanura Pampeana: ocupa la parte oriental con dos subregiones: al norte, se asocia a la cuenca de la gran laguna de Mar Chiquita, y al sur, a la cuenca del río Quinto.
- Las sierras Pampeanas: ocupan un quinto del territorio provincial extendiéndose por su parte noroccidental. Se encuentra recorrida por las llamadas sierras australes o de Córdoba (ver: sierras de Córdoba) y San Luis. Son antiguas y de poca altura. Entre las sierras se forman valles longitudinales de origen tectónico y se destaca por su extensión el valle de Punilla. La altura máxima de la provincia es el cerro Champaquí de 2790 metros y a partir de ahí, continúa un cordón llamado la sierra de Comechingones.

Al noroeste de las sierras, en el departamento Cruz del Eje compartida con las provincias de Catamarca, La Rioja y Santiago del Estero, se encuentra una gran cuenca desértica relicto de un antiguo mar que actualmente es uno de los mayores salares del planeta, esta región de clima muy continental se llama salinas Grandes.

### Clima

Tipos climáticos de la provincia de Córdoba según la clasificación Köppen-Geiger.

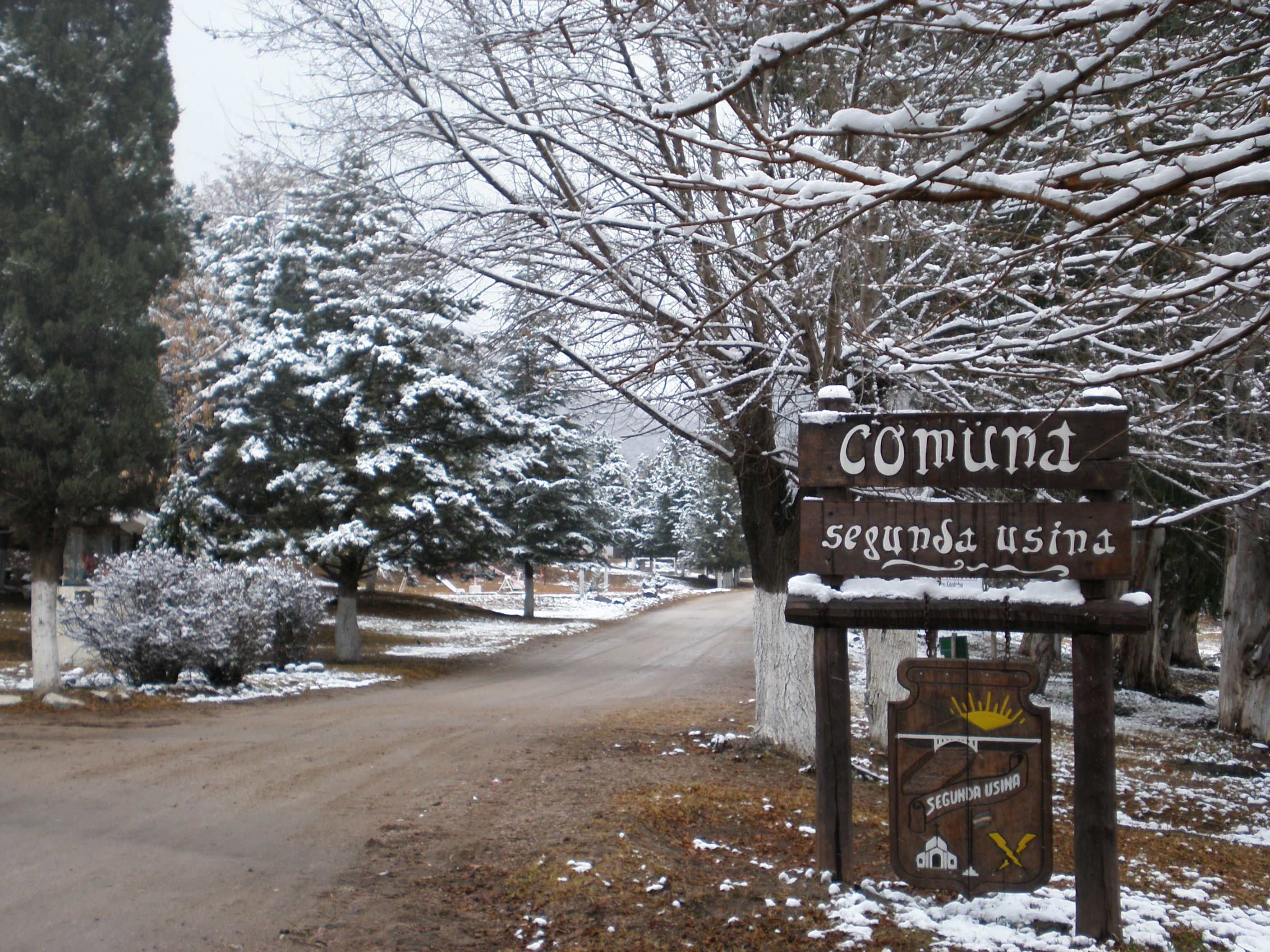
Nevada en Villa Segunda Usina, localidad en las Sierras de Córdoba.

Las condiciones climáticas son diferentes según la región, aunque predomina el clima templado. La Provincia de Córdoba, presenta generalmente veranos cálidos e inviernos frescos a templados según la región.
La temperatura media anual está comprendida entre 16 y 18 °C.
La porción oriental de la provincia tiene un clima templado pampeano al sur y subtropical con estación seca al norte. En el extremo oeste y noroeste el clima es semiárido. La zona central y los valles serranos presentan un clima templado de transición. Debido a la combinación de diferentes elementos naturales es posible encontrar en la Provincia de Córdoba climas regionales característicos y microclimas particulares locales.
Las lluvias son estacionales de verano con unos 800 mm. anuales. No obstante, las temperaturas al igual que las precipitaciones disminuyen de norte a sur y de este a oeste, salvo en las faldas orientales de las sierras, que por influencia de los vientos del este, debido a la significativa humedad que transportan, las precipitaciones son abundantes siendo el régimen de hasta 1500 mm por año. La temperatura máxima promedio es de 30 °C y la mínima de 10 °C, existiendo una buena diferenciación de las cuatro estaciones.

En las zonas más altas de la provincia, como las sierras Grandes, ocurren nevadas todos los años. Incluso se han registrado nevadas muy tardías como en el mes de noviembre de 2006, casi entrando en el verano austral. Las precipitaciones en forma de nieve también suelen ocurrir casi todos los años, ya a mediados del otoño austral, en las zonas más elevadas de la geografía cordobesa, como las sierras Chicas y los distintos valles.
Las tormentas eléctricas son comunes en toda la provincia, con mayor presencia en los meses de primavera y verano y especialmente en la zona de altas cumbres de las sierras de Córdoba. La zona pampeana presenta mayor frecuencia de días con tormentas algunas de las cuales pueden ser severas. El granizo es también un fenómeno bastante común en la provincia.

### Recursos hídricos

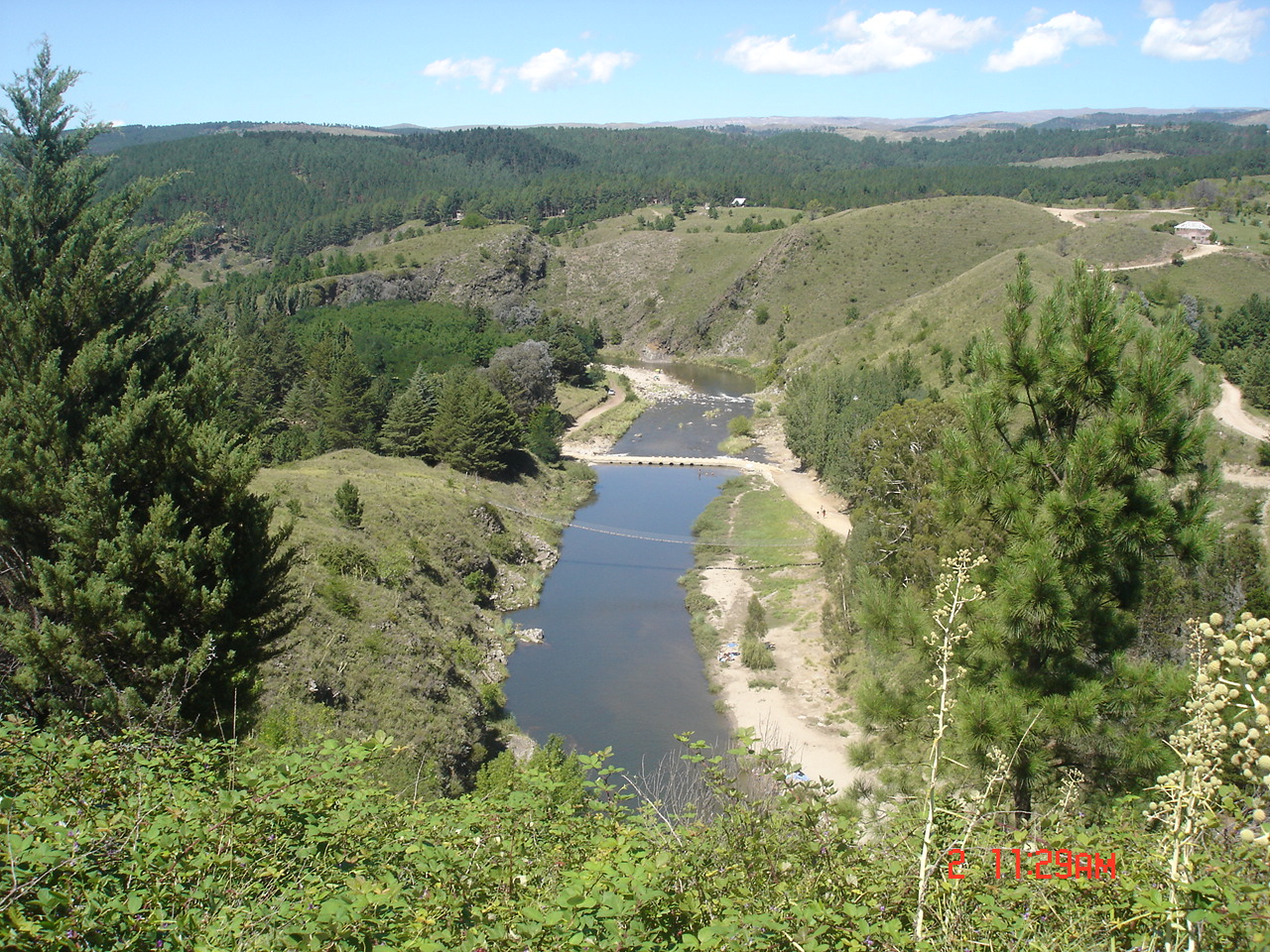
Río Durazno

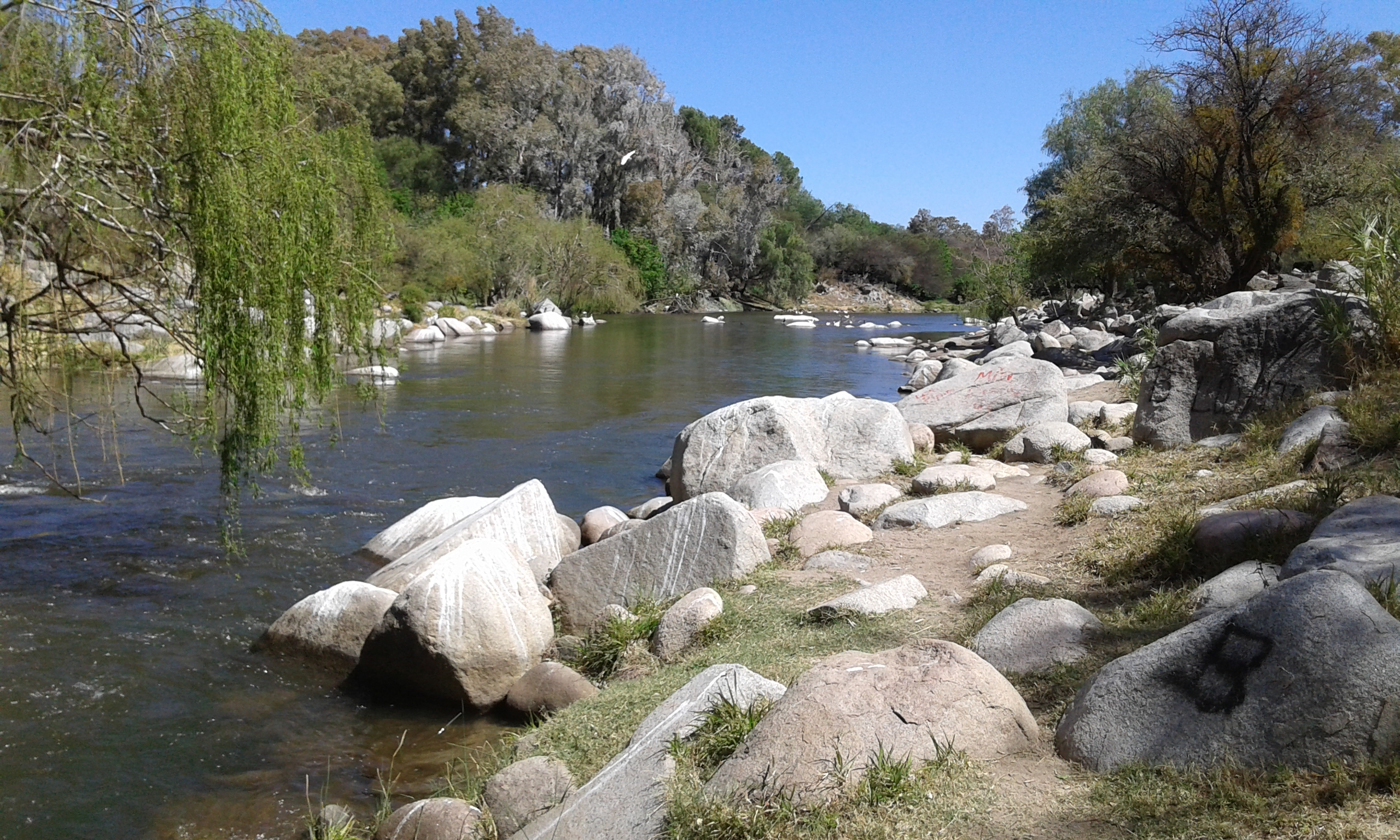
Río Cruz del Eje

En la porción noroccidental se encuentran ríos cortos de desagüe endorreico, como el San Marcos, Pintos, de la Candelaria, Cruz del Eje, Soto, de Pichanas, Guasapampa, Chanani y de los Sauces. Algunos poseen sus aguas artificialmente embalsadas. En esta zona se encuentra el embalse de Cruz del Eje. 
Los ríos más destacados nacen en las sierras Grande y de Comechingones siendo de norte a sur los siguientes: río Suquía (o Primero), río Xanaes (o Segundo), río Ctalamochita (o Tercero), río Chocancharava (o Cuarto) y río Popopis (o Quinto), que nace en las sierras de San Luis, y recorren la provincia en dirección oeste-este. Estos ríos y sus afluentes presentan máximos caudales durante el verano, con crecidas violentas e inesperadas tras las lluvias. En el extremo noreste (ya en el sector de la región chaqueña correspondiente a Córdoba) afluye el río Petri (o Dulce) principal aportador de caudales al mar de Ansenuza.

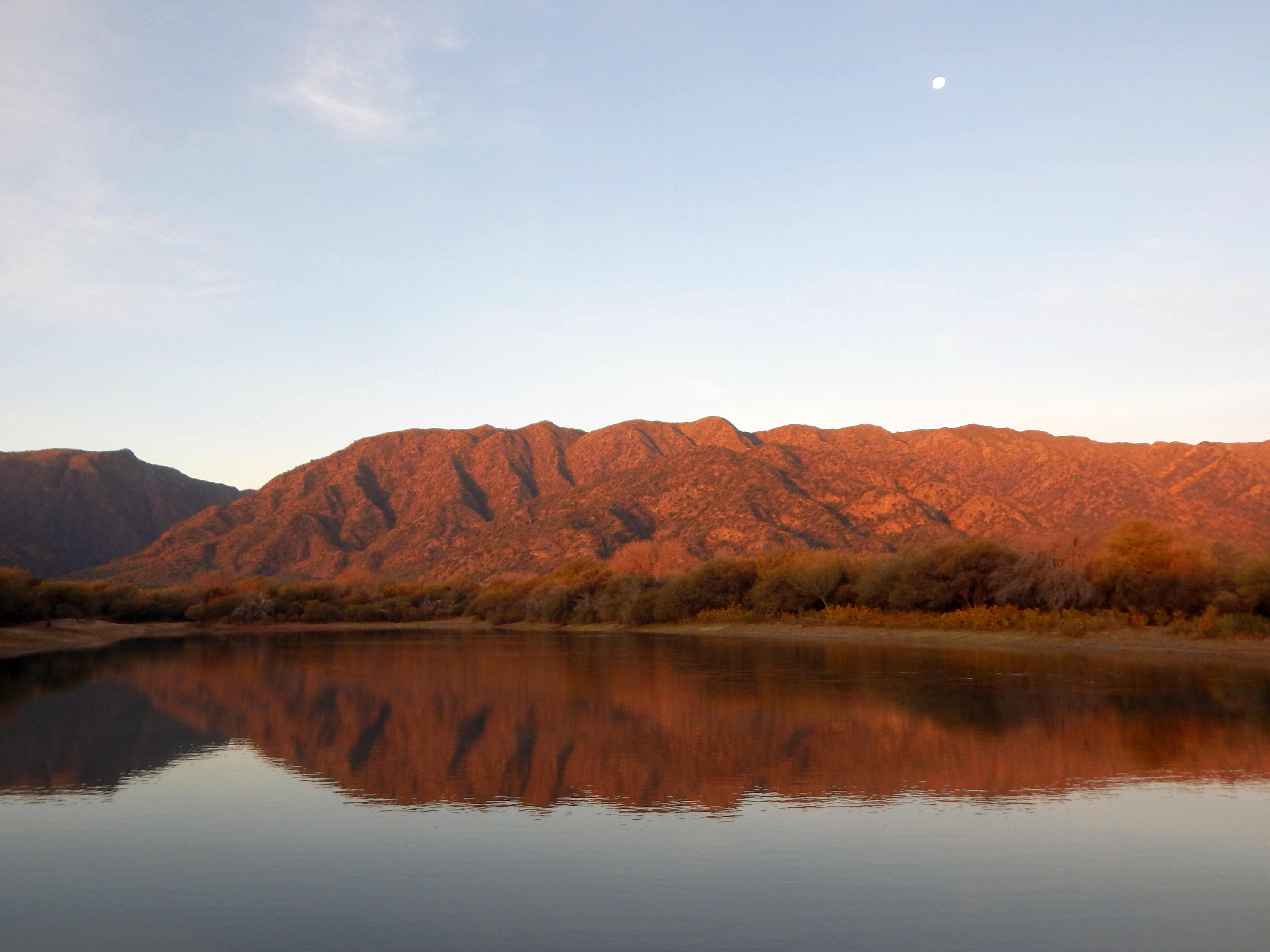
Represa en Chancaní, dentro de las Sierras de Córdoba.

La provincia de Córdoba posee decenas de represas y embalses, los más importantes por su volumen de agua o por su espejo de agua son: el Lago San Roque (el más antiguo de los embalses de tipo moderno construido en el país), Dique Los Molinos, la Viña, Piedras Moras, Embalse Río Tercero(este embalse es el mayor de la provincia y el más importante) y el Dique de Cruz del Eje, constituido por un imponente paredón.
Estos embalses son multifuncionales: sirven de reservorios de agua dulce, producen energía hidroeléctrica, regulan los caudales hídricos, aportan aguas para el riego (en especial si el riego es en zonas de secano), en ellos se practica la piscicultura y la pesca. Esta puede ser tanto industrial como deportiva, aunque, merced a los paisajes serranos en los que suelen encontrarse, uno de los mayores valores económicos es el turismo al practicarse en ellos actividades balnearias y deportes náuticos.
En el noreste de la provincia se encuentra la gran laguna de Mar Chiquita con una importante población de flamencos. En el sur, el río Chocancharava antes de confluir con el río Ctalamochita forma un importante humedal llamado "Bañados del Saladillo" o de "Loboy". En el centro sur de la provincia se encuentra la reserva provincial de flora y fauna Laguna La Felipa, en cercanías de Ucacha. Más curiosa es la situación del río Popopis, ya que en el sur de la provincia de Córdoba forma una amplia y muy variable extensión de humedales y lagunas conocida como "Bañados de la Amarga" (antiguamente: "Laguna Amarga"). En ciertas épocas el mencionado río Popopis se subsume en dichos bañados, y en otras, cuando se incrementan los caudales las aguas superan los Bañados de la Amarga y, sin un cauce preciso, el río se une con el río Salado bonaerense transformándose en tales ocasiones el río Quinto en un río exorréico con salida al océano Atlántico mediante el río Salado bonaerense.

### Límites
La ubicación de la provincia de Córdoba, prácticamente en el centro de la Argentina Continental Americana, ha significado que desde el siglo XIX posea fronteras con siete provincias. La presión combinada de las mismas provocó que la provincia de Córdoba haya debido resignar algunas de sus reclamos territoriales -los siguientes son solo algunos ejemplos-: con Buenos Aires gran parte del territorio que actualmente corresponde al partido de General Villegas; con Santa Fe el área de Rufino y sectores al este de la ciudad de San Francisco; con La Pampa la línea que incluye a la ciudad de Realicó; con La Rioja un sector que incluía a la pequeña localidad de Castro Barros; con Santiago del Estero la zona correspondiente a la población llamada Villa Ojo de Agua y la mayor parte del territorio del actual departamento santiagueño Rivadavia. La mayoría de estas resignaciones se dio entre 1884-1983.
Tales resignaciones en muchos casos estuvieron dadas teniendo en cuenta principalmente los loteos y parcelamientos de los territorios, de modo que los límites resultaron en su mayoría geodésicos y relativamente muy complicados. Aún en la actualidad (enero de 2006), aunque prácticamente todos los límites están ratificados por tratados y laudos, existen objeciones y contestaciones a tales tratados y, en especial, a los laudos.

#### Límites oficiales
Los siguientes son los límites de la provincia de acuerdo al Instituto Geográfico Nacional:
- Límites con la provincia de Buenos Aires: tras reiterados intentos de arreglo, se demarcaron los límites, entre los años 1884 y 1885 en el paralelo 34°23′ S y luego el meridiano 63°23′ O casi hasta tocar la eminencia en que se ubica la población actualmente bonaerense de Banderaló.
- Límites con la provincia de Santa Fe: en el año 1970 La Comisión Nacional de Límites Interprovinciales estableció los límites con Santa Fe, según Ley Nacional N.º 18.620: de sur a norte, primero una diagonal que corre entre el hito ubicado hacia los 34°23′S 62°53′O hasta las nacientes del arroyo Santa Lucía en los 33°10′S 61°57′O, luego por el tal arroyo Santa Lucía hasta su confluencia con el Carcarañá inmediatamente al este de Cruz Alta, luego el límite prosigue hacia el norte por la vaguada del arroyo de Las Tortugas y el canal o arroyuelo San Antonio, desde allí hacia los 31°39′S 62°07′O una poligonal que alcanza a los 30°44′30″S 61°51′12″O, de este modo en esta zona, el límite interprovincial prácticamente divide a la ciudad de San Francisco quedando la parte occidental y el centro histórico de dicha ciudad dentro de la provincia de Córdoba. Por último la poligonal que señala la frontera norte con Santa Fe alcanza el punto trifinio que actualmente señala el límite entre Córdoba, Santa Fe y Santiago del Estero, este punto se ubica —según los criterios de las provincias en cuestión— en los 30°27′S 62°07′O (propuesta cordobesa) o en los 30°21′S 62°09′O.
- Límites con la provincia de Santiago del Estero: la Ley Nacional N.º 22.789, de 1983 fijó los límites con Santiago del Estero, que fueron imprecisos y complejos, no solo por motivaciones económico-políticas sino por las características de la zona (el extremo noreste de la provincia de Córdoba es un humedal constituido por los Bañados del Río Dulce). El límite de máxima reclamado por Córdoba corría desde el punto trifinio de los 30°27′S 62°07′O hasta el paralelo 29°40′S, quedando unos 5 km al este de tal línea las poblaciones santiagueñas de Selva y Colonia Alpina. Por el contrario el límite pretendido en esta zona por Santiago del Estero estaba dado por una línea que parte del hito trifinio en los 30°21′S 62°09′O hasta el punto en los 30°20′S 62°30′O en que se interseca el río Dulce (o Petri), a partir de ese punto —según la opinión santiagueña— el límite corría por la vaguada del cauce principal del río Dulce hasta el paralelo 29°44′, desde allí una recta alcanzaría un punto en las coordenadas 29°45′44″S 63°27′29″O y luego el límite interprovincial correría por el lecho seco de la Cañada de Taco Pozo, y luego por el arroyo Ancas Mayo hasta alcanzar las estribaciones de la sierra de Sumampa, aproximadamente en los 30°27′S. Luego por las estribaciones latitudinales de la sierra de Ambargasta el límite alcanza —para Córdoba— su punto más septentrional hacia los 29°30′S 64°18′O, luego corría linealmente por la gran salina de Ambargasta y encontraba el linde trifinio Córdoba-Catamarca-Santiago del Estero ya en las Salinas Grandes. La minuciosidad con la cual se comenta el límite entre Córdoba y Santiago del Estero se debe a que es común encontrar cartografía oficial con ambas "versiones"; de los límites (la cordobesa y la santiagueña) previas a 1983.

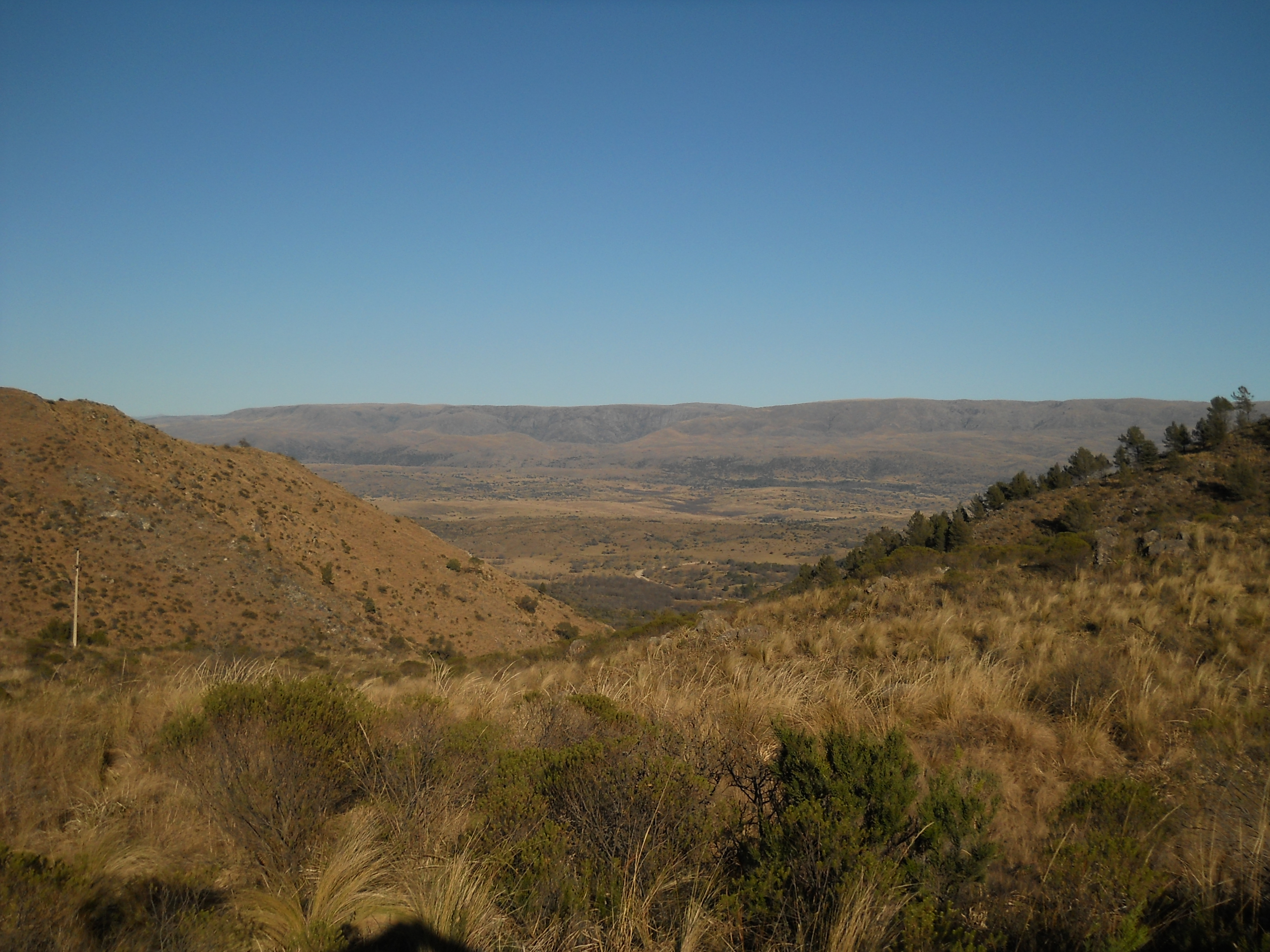
Vista de la Sierra Grande

- Límite con la provincia de Catamarca: definido por Decreto-Ley nacional en 1968, casi en su totalidad está dado por la línea de base o más profunda de las Salinas Grandes aunque aquí los límites todavía están dados por una poligonal de líneas geodésicas que —se supone— une los puntos más deprimidos de las citadas salinas.
- Límites con la provincia de La Rioja: definidos en 1900, gran parte de los límites con La Rioja están dados en el área desértica de las Salinas Grandes con líneas geodésicas que supuestamente unen las zonas más deprimidas de tales Salinas Grandes, Luego una diagonal corre desde el hito de los 30°04′S 64°55′O hasta los 30°05′O y de allí a los 65°07′S 65°07′O, luego el límite corre por el meridiano 65°07′O hasta encontrar el límite con San Luis en la localidad llamada El Cadillo.
- Límites con la provincia de San Luis: definidos por acuerdo del 28 de junio de 1896, van desde El Cadillo el límite corre hacia el este hasta que tuerce hacia el sursureste pasando por las poblaciones de Los Cerrillos (31°58′S 65°26′O), Pozo del Chañar, Tilquincho, luego corre unos 20 km por el río Conlara, hacia el paralelo 32°20′S el límite corre por tal paralelo hasta encontrar al cerro de Las Ovejas, desde la cima de este cerro el límite corre hacia el sur por la cumbrera de la sierra de Comechingones, hasta encontrar en los 33°11′S 65°07′O el sitio Punta del Agua, luego, con una ligera rectificación el límite corre por el meridiano 65°5′ O hasta encontrar el hito que señala los límites entre Córdoba-La Pampa-San Luis en el paralelo 35°S.
- Límite con la provincia de La Pampa: paralelo 35°S. Por Ley Nacional N.º 947 de 1878, se definió que los límites de Córdoba llegaban hasta el Río Quinto, pero fue modificado en 1881, apoyándose en el paralelo 35°S. En el mes de junio de 1969, la Comisión Nacional de Límites Interprovinciales aceptó este límite.[30]

### Sismicidad
La sismicidad de la región de Córdoba es frecuente y de intensidad baja, y un silencio sísmico de terremotos medios a graves cada 30 años en áreas aleatorias. Sus últimas expresiones importantes se produjeron:
- 22 de septiembre de 1908 (116 años), terremoto de Cruz del Eje 1908 a las 17:00 UTC–3, con 6,5 Richter, escala de Mercalli VII; ubicación 30°30′S 64°30′O / -30.500, -64.500; profundidad: 100 km; produjo daños en este Departamento; en Deán Funes, Cruz del Eje y Villa de Soto, al igual que en el sur de las provincias de Santiago del Estero, La Rioja y Catamarca[32]

- 11 de junio de 1934 (91 años), terremoto de sampacho a las 3:07:09 UTC–3, con una de magnitud de 6,0 en la escala de Richter, sentido en grado VIII en la escala de Mercalli; ubicación 33°50′S 64°50′O / -33.833, -64.833; profundidad de 30 km, El poblado fue parcialmente destruido pero no se produjeron víctimas, si causó repercusiones psicológicas ante la ausencia de precedentes.
- 16 de enero de 1947 (78 años), a las 2:37 UTC–3, con una magnitud aproximadamente de 5,5 en la escala de Richter (terremoto de Córdoba de 1947)[31]

- 28 de marzo de 1955 (70 años), a las 6:20 UTC–3 con 6,9 Richter: además de la gravedad física del fenómeno se unió el desconocimiento absoluto de la población a estos eventos recurrentes (terremoto de Villa Giardino de 1955).

- 7 de septiembre de 2004 (20 años), a las 8:53 UTC-3 con 4,1 Richter.

- 25 de diciembre de 2009 (15 años), a las 21:42 UTC-3 con 4,0 Richter.

- 28 de diciembre de 2012 (12 años), a las 05:50 UTC–3 con 4,8 Richter. Su epicentro se ubicó en Salsacate (departamento Pocho), en el Valle de Traslasierra. Se constató el daño de tres viviendas en la zona del epicentro. Se produjeron distintas réplicas del sismo, que llegó a sentirse en la ciudad de Córdoba y otras como Santa Rosa de Calamuchita, Villa Carlos Paz y Cosquín. La profundidad del epicentro fue de solo 11 km. y la intensidad fue de III a IV en la escala de Mercalli Modificada, en Salsacate y las poblaciones cercanas, y de II a III en la ciudad de Córdoba.[33]

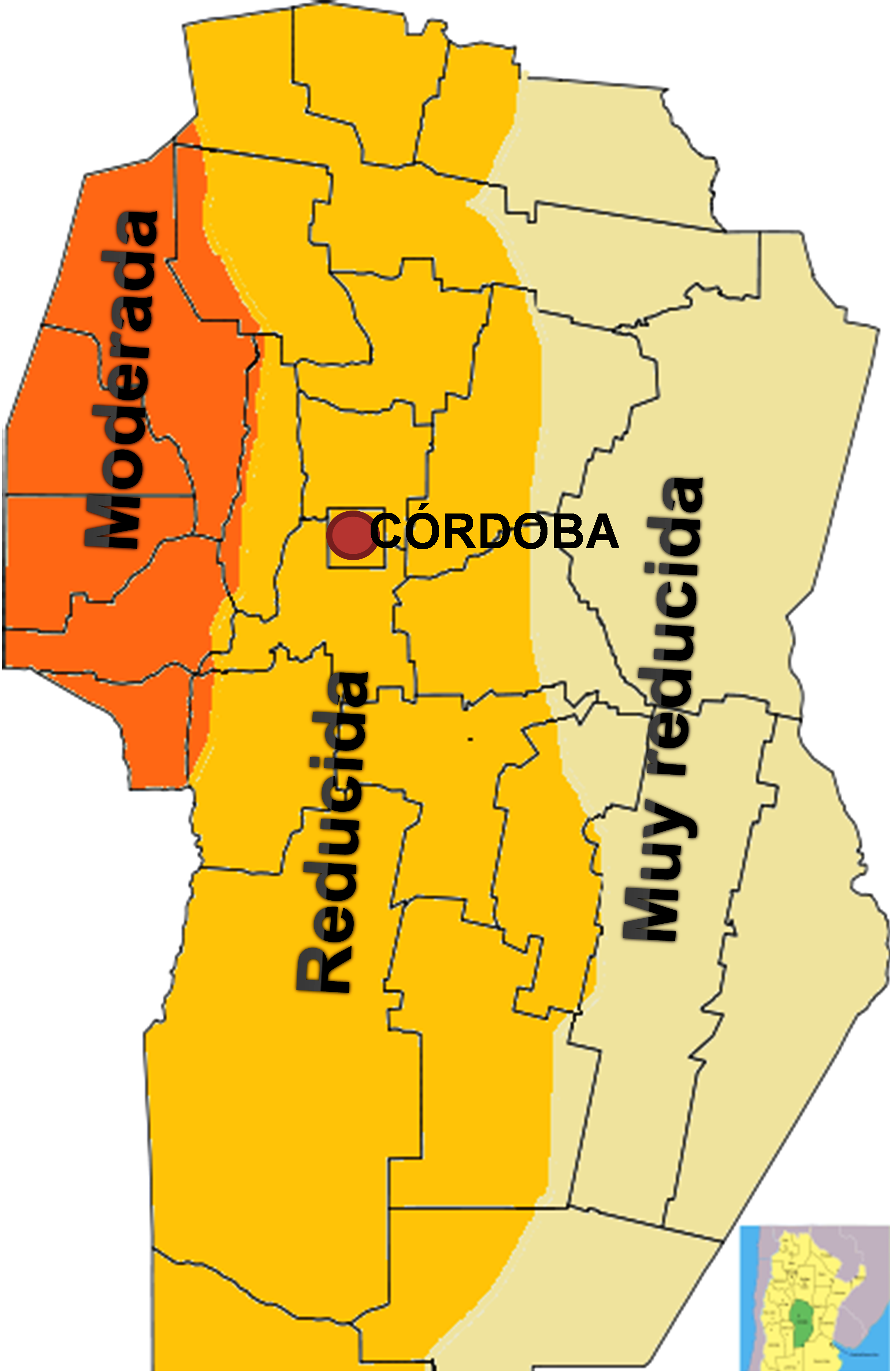
La provincia se divide en tres regiones distintas según el riesgo de ocurrencia de sismos.

La provincia está dividida en tres zonas sísmicas distintas: regiones en riesgo 0 - muy reducida que abarca todo el este del mapa provincial; en riesgo 1 - reducida para gran parte de las sierras Chicas y del sudoeste (sierras de Comechingones); y en región 2 - moderada en el extremo oeste, junto a las sierras Grandes y contra el límite con Catamarca.
Según un estudio encabezado por el geólogo Guillermo Sagripanti de la UNRC, en la provincia se pueden dar sismos de hasta 6,6 grados Richter o más. Dicho estudio se basó sobre la placa Santa Rosa, que atraviesa la zona de Calamuchita y es muy cercana a la Central Nuclear de Embalse, para evitar que ante alguna ocurrencia de esa magnitud se aumente el riesgo nuclear. Se estima que futuros terremotos podrían alcanzar la magnitud de 6,6. En el norte de Córdoba ya han ocurrido fuertes terremotos históricos, como los repasados en la lista anterior. Otra fuente de incidencia que se estudia se encuentra en Sampacho, en donde dicha investigación determinó una recurrencia de 900 o mil años. Tampoco se descarta la posibilidad de tener sismos de fuente lejana, como puede ser San Juan. Un claro ejemplo es el terremoto de Caucete (7,4 de magnitud), donde existen testimonios de bomberos de que en Río Cuarto hubo rajaduras de paredes.
El problema que existe en la zonificación sísmica, es que se han realizado según estudios que se hicieron entre 1920 y 1976, por lo que sismos posteriores no son tenidos en cuenta en caso de que representen magnitudes mayores a las "determinadas" para cada región, ya que se "zonificó" sobre la base de antecedentes y no por estudios profundos a las fallas internas y esas mismas determinaciones se usan hasta la actualidad. La UNRC, junto a otras investigaciones de otras universidades, han determinado que en la prehistoria han ocurrido potentes sismos en las serranías cordobesas, por lo que se reclama que se tengan en cuenta y cambien la categoría que le han dado a las regiones.
El riesgo sísmico que el Instituto Nacional de Prevención Sísmica (INPRES) le ha otorgado, por ejemplo a la zona sur de la provincia, está subestimado. El departamento Río Cuarto se encuentra dentro de la denominada zona 1 de Peligrosidad Sísmica Reducida, pero fue epicentro de dos terremotos destructivos con magnitudes 5,5 y 6,0 en Sampacho y se estima que la intensidad Mercalli Modificada superó los VIII grados. Asimismo, en este sector, hubo al menos seis eventos sísmicos que superaron la M 4,0 y más de 100 microsismos superficiales de M<3,0; por lo que se trata de una región sísmicamente activa.

## Símbolos provinciales

### Escudo de Córdoba

Escudo de la Provincia de Córdoba

El escudo de la Provincia de Córdoba deriva del creado durante la fundación de la ciudad de Córdoba por Jerónimo Luis de Cabrera en 1573. El escudo habría sido obra del escribano Francisco de Torres, miembro de la expedición que acompañaba a Cabrera.

Tras la Revolución de mayo de 1810 el escudo tuvo algunas modificaciones leves, principalmente en las banderas: se pasó de las banderas coloniales hispanas a las banderas federales y luego, por consenso, a las banderas argentinas. La silueta del escudo también tuvo algunas momentáneas variaciones ya que a fines del siglo XIX e inicios del siglo XX oficialmente circularon documentos e ilustraciones en los que el escudo aparecía, como el Escudo Nacional de Argentina, con una silueta elíptica. Por decreto de fecha 24 de julio de 1925, el gobernador provincial Dr. Ramón J. Cárcano restableció para la provincia las formas casi originales del escudo (silueta acorazonada o en coselete) aunque con el torreón ya no rematado en una esfera sino como venía siendo consuetudinario: con tres almenas y con el mástil y la bandera argentina superior inscritos dentro del cuerpo del escudo.

### Bandera de Córdoba

Bandera de la Provincia de Córdoba

La Bandera de la Provincia de Córdoba fue creada por Cristian Baquero Lazcano y adoptada oficialmente el 16 de diciembre de 2010.
A mediados del 2010, y con motivo de la conmemoración del Bicentenario de la República Argentina, el gobernador Juan Schiaretti lanzó el concurso “Buscando la Bandera de la Provincia de Córdoba” que tuvo como objetivo diseñar una enseña que sintetizara la "identidad provincial” cordobesa.

Del certamen participaron 752 propuestas de las que surgió el diseño ganador perteneciente a Cristian Baquero Lazcano del Instituto Argentino de Ceremonial y Relaciones Públicas.

La bandera, creada por Ley N.º 9.806 y cuyo uso debe hacerse en forma conjunta con la bandera nacional, cuenta con tres bandas verticales proporcionales: roja a la izquierda, blanca al medio y azul-celeste a la derecha que cumplen el doble propósito de rescatar los colores empleados por José Gervasio Artigas y ser compatibles con las de las otras dos provincias de la Región Centro: Entre Ríos y Santa Fe simbolizando, de esta manera, la vocación integradora del área.

Vistos de forma separada, el rojo representa la sangre vertida y el federalismo abrazado por Córdoba, el azul-celeste los aportes a la independencia nacional y los cursos de agua que recorren la provincia y el blanco se refiere a la identidad de un pueblo formado por numerosas corrientes migratorias. Contiene además la silueta del “sol jesuita” que con sus 32 rayos —16 rectos y 16 ondulados— dispuestos alternadamente, coinciden desde los gráfico con el “sol inca o sol de mayo” presente en la bandera nacional y busca reflejar la impronta política, social, cultural, educativa y religiosa de los jesuitas, quienes legaron, a lo largo de la historia de Córdoba, un acervo patrimonial reconocido por la UNESCO como Patrimonio de la Humanidad a fines del año 2000.
Mediante Ley N.º 10.145 se establecieron las características, dimensiones y accesorios de la bandera provincial.
Por unanimidad, la legislatura provincial instituyó —a través de la Ley N.º 9.989— al 18 de septiembre como el "Día de la Bandera de la Provincia de Córdoba", en conmemoración del fallecimiento del Brigadier General Juan Bautista Bustos, primer gobernador constitucional de la provincia.

## Organización política

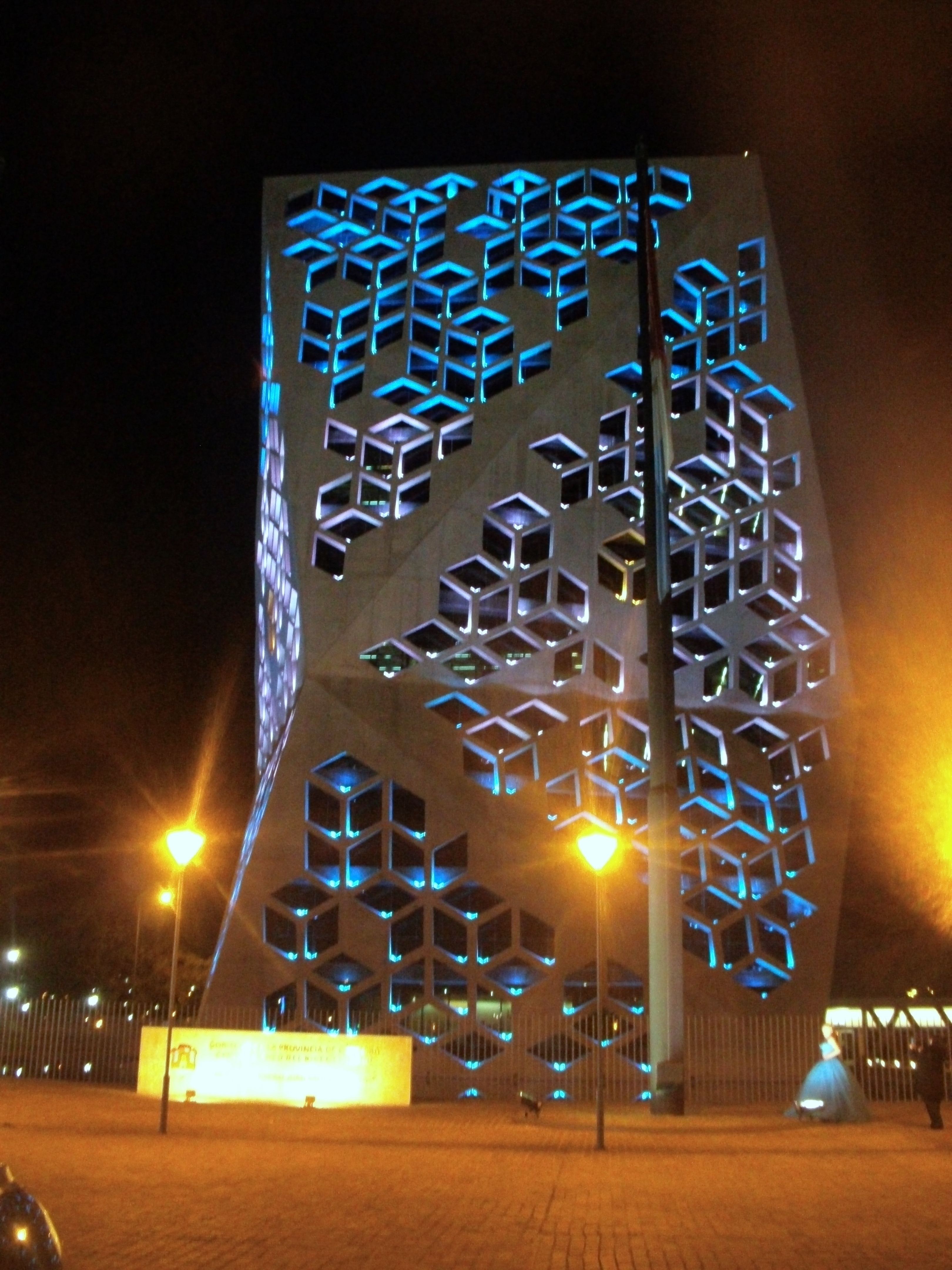
El centro cívico de Córdoba dedicado al Bicentenario de Argentina. Allí ejerce sus funciones el poder ejecutivo provincial.

La provincia de Córdoba es, al igual que las demás provincias argentinas, autónoma respecto del gobierno nacional en la mayoría de los temas, exceptuando aquellos de naturaleza federal. Esto está reconocido por el artículo 121 de la Constitución de la Nación Argentina:

Las provincias conservan todo el poder no delegado por esta Constitución al Gobierno federal, y el que expresamente se hayan reservado por actos especiales al tiempo de su incorporación.

La Constitución provincial vigente en la actualidad es la correspondiente al año 2001. En ella se establece la existencia de tres poderes: ejecutivo, legislativo y judicial.
Las autoridades del gobierno tienen su sede en la ciudad de Córdoba, la cual es la capital provincial.

### Poder Ejecutivo

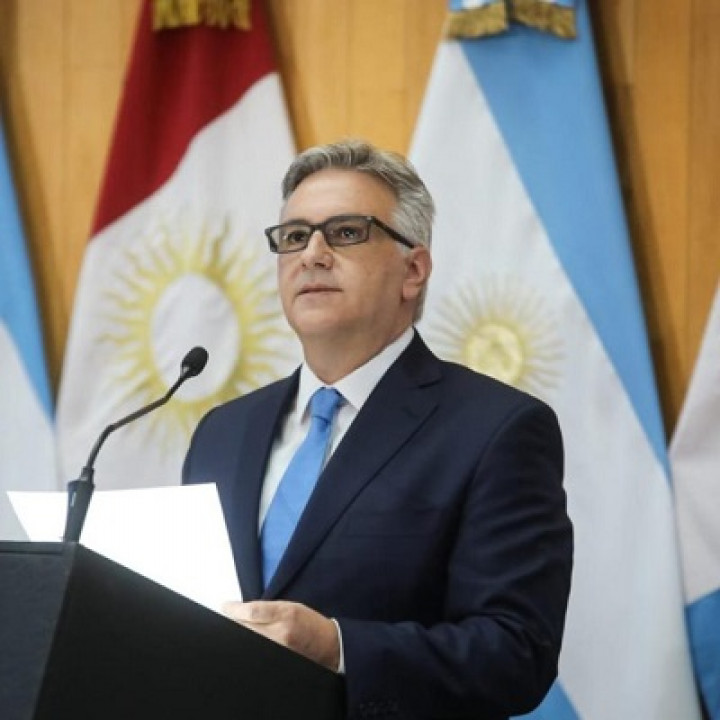
Martín Llaryora, actual gobernador de Córdoba

El poder ejecutivo provincial es ejercido por un ciudadano con el tratamiento de «Señor Gobernador», así como también por un vicegobernador que preside la legislatura de la provincia y reemplaza al gobernador si este no pudiera ejercer el cargo,
y ambos permanecen en su cargo por un período de cuatro años. Se permite la reelección por un solo período consecutivo.
Asimismo, el gobernador puede nombrar ministros, en el número y competencias que determine la ley.

### Poder Legislativo

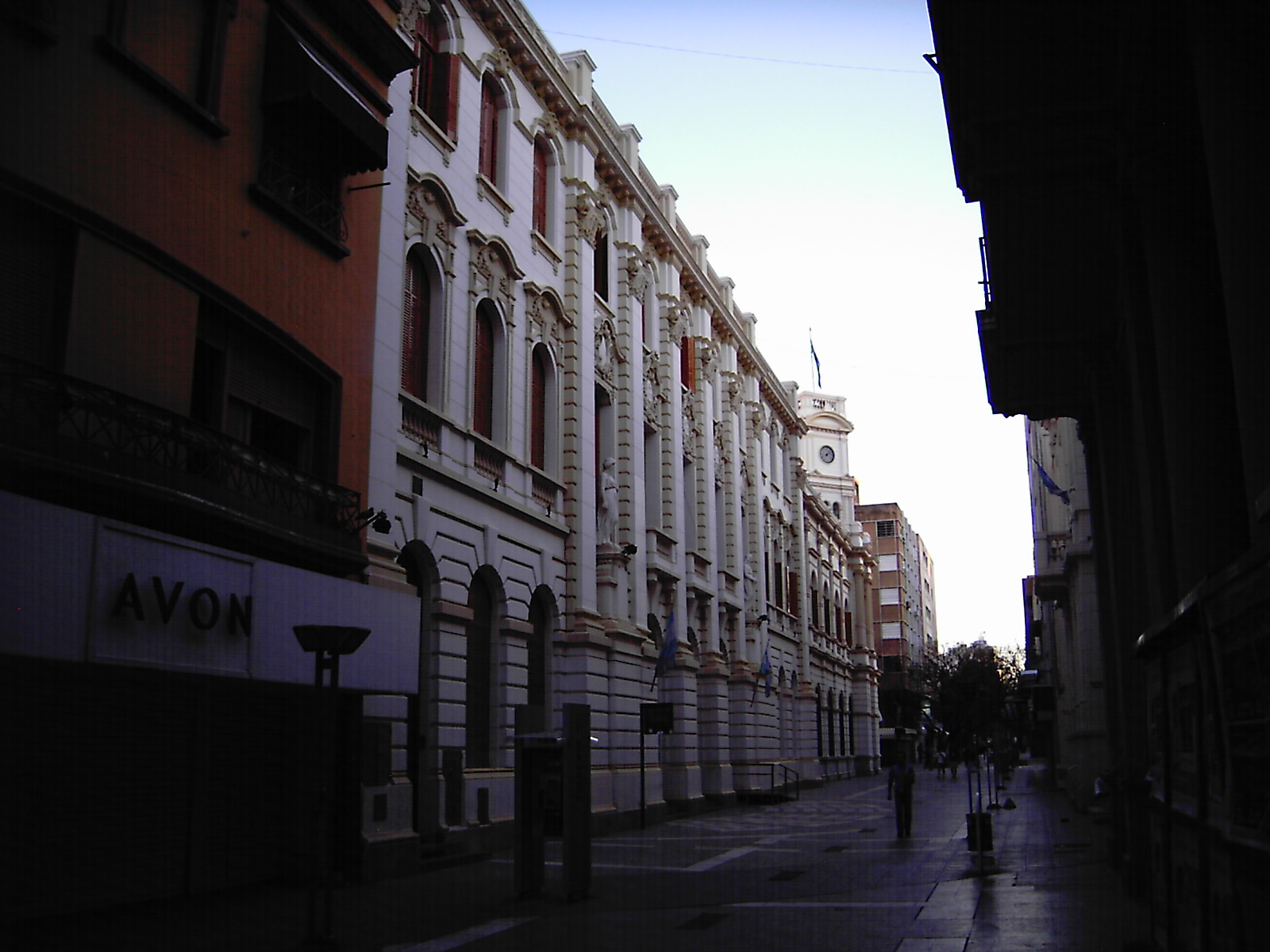
Antiguo edificio de la Legislatura de la provincia de Córdoba

El poder legislativo provincial tiene un sistema unicameral y es de su competencia la legislación sobre todos los asuntos no delegados expresamente por la Constitución Nacional al gobierno federal. Los códigos y legislaciones sobre derechos (civiles, comerciales, penales, laborales, de seguridad social y de minería) están reservadas al Congreso Nacional.
La Legislatura es de tipo unicameral. Los mandatos de los legisladores duran cuatro años y son reelegibles. La cámara está compuesta de 70 legisladores: de estos, 26 se eligen uno por cada distrito de la provincia, y 44 en forma proporcional tomando a la provincia como un distrito único. La legislatura es presidida por el vicegobernador, el cual solo tiene derecho a voto en caso de empate.

### Poder Judicial

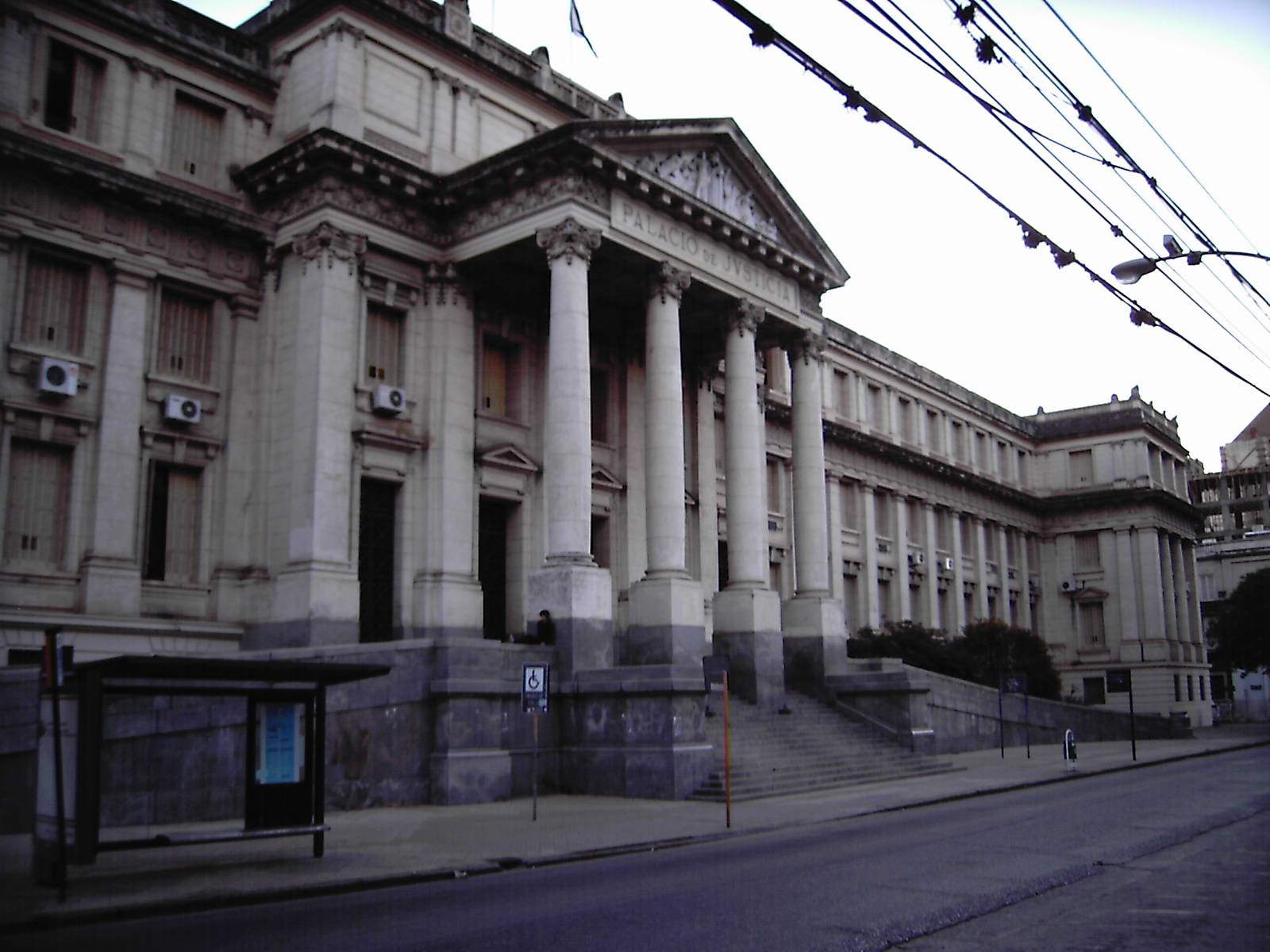
Palacio de Justicia de Córdoba

El poder judicial en la provincia de Córdoba es ejercido por el Tribunal Superior de Justicia, y los jueces tienen cargos fijos a menos que sean destituidos explícitamente. Además, la provincia dispone de varios jueces de paz cuya cantidad es determinada por ley. La justicia provincial juzga de acuerdo a su propia Constitución, las leyes provinciales, los tratados celebrados por la provincia y la aplicación de las normas del inciso 12 del artículo 75 de la Constitución Nacional.

### Región Centro

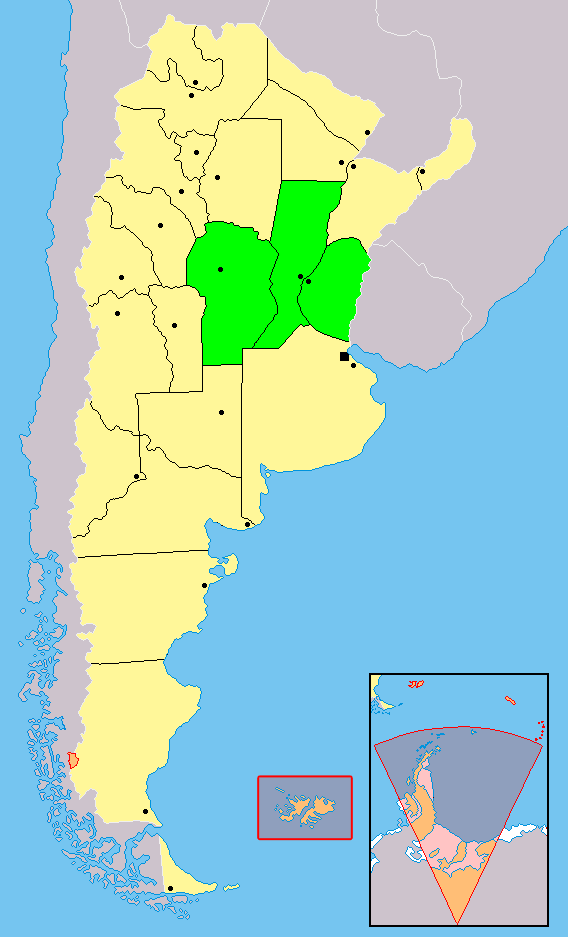
Mapa de la Región Centro

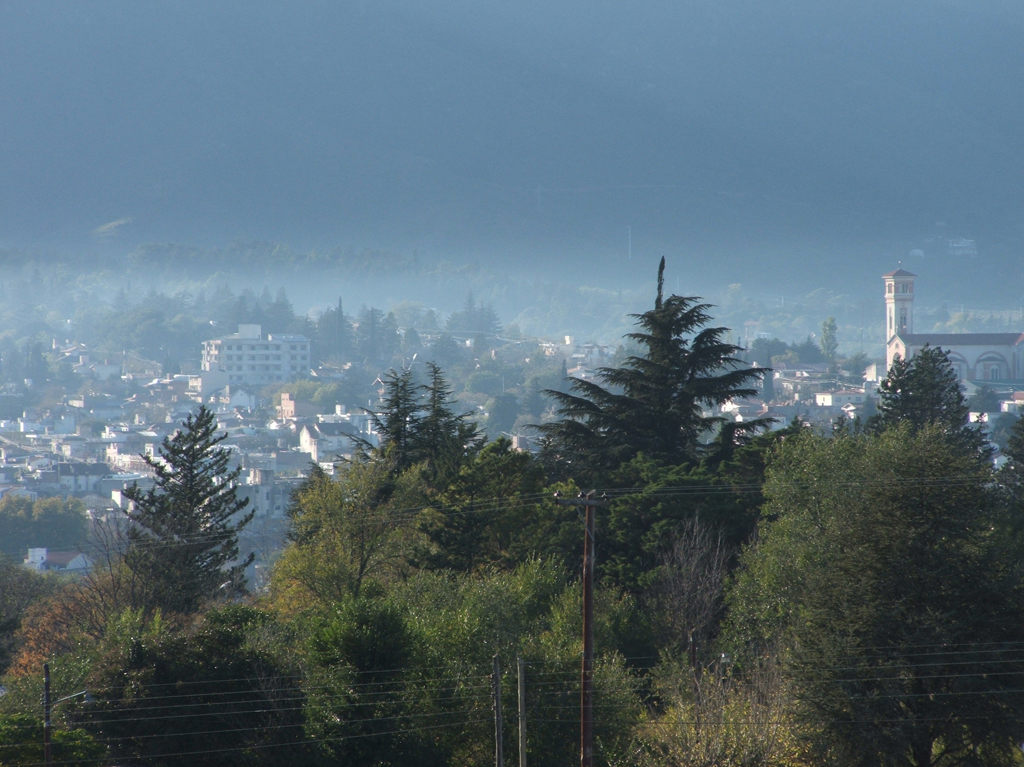
La Falda y las sierras de Córdoba

Las provincias de Córdoba y de Santa Fe firmaron el 15 de agosto de 1998 el Tratado de Integración Regional entre las Provincias de Córdoba y de Santa Fe «con el fin de promover el desarrollo económico y social en virtud de lo establecido en el Art. 124 de la Constitución Nacional y el desarrollo humano, la salud, la educación, la ciencia, el conocimiento y la cultura…».
El 6 de abril del año 1999 se firmó el acta de Integración de la provincia de Entre Ríos al Tratado de Integración Regional con lo que quedó configurada la región Centro.
Los órganos regionales son:
Junta de gobernadores: Órgano superior de la región Centro integrado por los primeros mandatarios de las provincias miembros.
Comité ejecutivo: Es el órgano de la Región Centro encargado de implementar y ejecutar las políticas regionales consensuadas por la Junta de Gobernadores.
Secretaría administrativa: Es un órgano de coordinación técnico - administrativo de la Región Centro, encargado de administrar y organizar el proceso de integración regional, ejecutar las actividades que les sean encomendadas por la Junta de Gobernadores y el Comité Ejecutivo, velar por el cumplimiento de los compromisos asumidos en el marco de los Tratados Fundacionales y normativa derivada, y con capacidad de asistencia técnica y logística de los restantes órganos de la Región Centro.
Comisión parlamentaria conjunta: En su seno deliberan cuatro comisiones internas permanentes: Comisión de economía y producción; Comisión de infraestructura y servicios; Comisión de legislación general y La Comisión de asuntos institucionales y de municipios y comunas.

### División administrativa
Véase la lista completa de municipios y comunas de la provincia en Anexo:Municipios y comunas de Córdoba (Argentina). Para información sobre la organización municipal de Córdoba, véase Organización municipal de Córdoba (Argentina).
La provincia se encuentra dividida en 26 departamentos, cada uno subdividido en pedanías.
La Ley de Regionalización Provincial N.º 9206, reconoce en cada departamento a una Comunidad Regional integrada por los municipios y comunas en forma voluntaria.
La Constitución provincial fue aprobada en 1821, suscribiendo en 1853 la Constitución de la Nación Argentina. Las unidades administrativas mínimas son los municipios y las comunas. De acuerdo a la Constitución provincial, todo asentamiento de población estable de más de dos mil habitantes constituye un municipio, los cuales tienen diversas funciones, atribuciones y finalidades. Los asentamientos poblacionales de menos de dos mil habitantes, en cambio, entran en la categoría de comunas.
La siguiente es la lista de departamentos con sus respectivas cabeceras. Para una lista más completa, véase Anexo:Departamentos de la Provincia de Córdoba

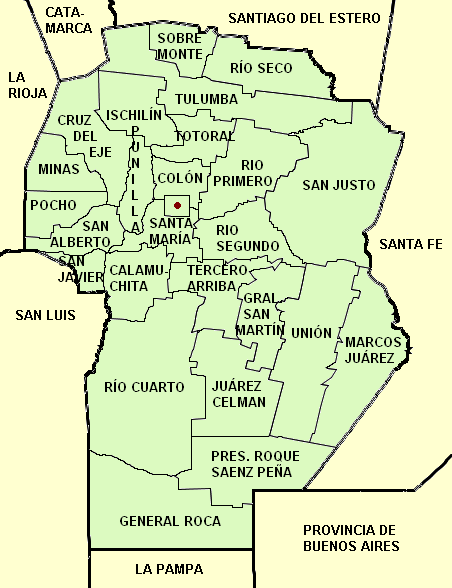
Provincia de Córdoba, división política y su capital

| Departamento                | Cabecera                  | Superficie |
| --------------------------- | ------------------------- | ---------- |
| Calamuchita                 | San Agustín               | 4642 km²   |
| Capital                     | Córdoba                   | 576 km²    |
| Colón                       | Jesús María               | 2588 km²   |
| Cruz del Eje                | Cruz del Eje              | 6653 km²   |
| General Roca                | Villa Huidobro            | 12 659 km² |
| General San Martín          | Villa María               | 5006 km²   |
| Ischilín                    | Deán Funes                | 5123 km²   |
| Juárez Celman               | La Carlota                | 8902 km²   |
| Marcos Juárez               | Marcos Juárez             | 9490 km²   |
| Minas                       | San Carlos Minas          | 3730 km²   |
| Pocho                       | Salsacate                 | 3207 km²   |
| Presidente Roque Sáenz Peña | Laboulaye                 | 8228 km²   |
| Punilla                     | Cosquín                   | 2592 km²   |
| Río Cuarto                  | Río Cuarto                | 18 394 km² |
| Río Primero                 | Santa Rosa de Río Primero | 6753 km²   |
| Río Seco                    | Villa de María            | 6754 km²   |
| Río Segundo                 | Villa del Rosario         | 4970 km²   |
| San Alberto                 | Villa Cura Brochero       | 3327 km²   |
| San Javier                  | Villa Dolores             | 1652 km²   |
| San Justo                   | San Francisco             | 13 677 km² |
| Santa María                 | Alta Gracia               | 3427 km²   |
| Sobremonte                  | San Francisco del Chañar  | 3307 km²   |
| Tercero Arriba              | Oliva                     | 5187 km²   |
| Totoral                     | Villa del Totoral         | 3145 km²   |
| Tulumba                     | Villa Tulumba             | 10 164 km² |
| Unión                       | Bell Ville                | 11 182 km² |

## Economía

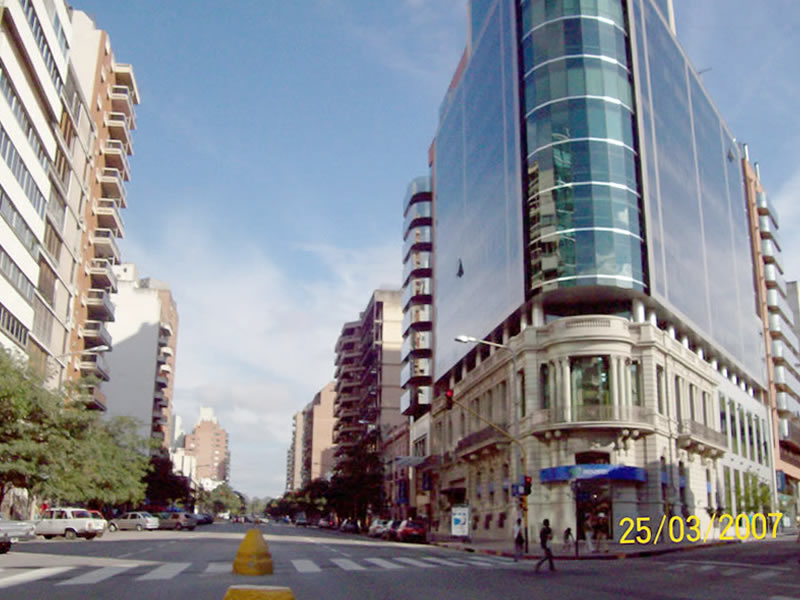
La provincia destaca a nivel nacional por su agricultura e industria, como fabricación de motores y procesamiento de comida, pero también goza de un vigoroso sector de servicios.

La economía de la Provincia de Córdoba, en Argentina, se ve beneficiada por numerosos factores. Sus características climáticas, topográficas, edáficas y fitogeográficas favorecen varias actividades productivas como la agricultura, ganadería, explotación forestal y minería. Dichas actividades se complementan con un importante desarrollo industrial, principalmente orientado a lo metalmecánico y agroindustrial, servicios, comercio y turismo. Asimismo, la ubicación geográfica de la provincia, en el centro del país, le otorga distancias ligeramente equidistantes con Buenos Aires y los principales centros urbanos de los países vecinos.

### Agropecuaria
Se caracteriza principalmente el cultivo de soja (desde los 1990) y maíz, seguido por el trigo (la ciudad de Leones, es reconocida como la Capital Nacional del Trigo), el sorgo y el girasol. También se destaca la producción de maní (especialmente en torno a la ciudad de Hernando, llamada la Capital Nacional del Maní), ya que concentra casi el 75% de producción nacional. Dichas producciones son exportadas a Holanda, así como también a Canadá, México y Estados Unidos, también es interesante el cultivo del olivo, especialmente en la región conocida como Valle del Sol, centrado en Cruz del Eje, aunque también se produce en la región de Traslasierra. Si bien en la provincia no es desconocida la producción de vid en la región de Colonia Caroya y Traslasierra, desde el año 2000, viene cobrando relevancia a nivel nacional la producción de vinos de alta calidad, producidos por vides cultivadas en varias regiones provinciales.
Alrededor del 90 % del stock ganadero de la provincia está compuesto por ganado vacuno, seguido de porcino, ovino y caprino. Aunque con un escaso porcentaje dentro de la producción ganadera total de la provincia, Córdoba lidera la ganadería de porcinos en el país[cita requerida]. También hay que citar la cría de llamas, avestruces, búfalos, etc. Tampoco se puede dejar de nombrar la producción de pollos y huevos, actividad desarrollada originariamente en torno a la localidad de Santa María de Punilla (Capital nacional de la Avicultura), a partir de la radicación de inmigrantres japoneses desde los 1950, y que actualmente (2024), se ha extendido a varias regiones de la provincia. También la apicultura y la cunicultura. Desde que se ha extendido el no uso de pieles naturales para la producción de ropa y accesorios para uno humano, la cría de nutrias, con fines de peletería, en torno al Mar de Ansenuza, ha decaído en forma estrepitosa. Un detalle importante es que la Provincia de Córdoba es la primera productora láctea nacional con más del 30% de la producción total, lo que además la transforma también en la primera productora de quesos.

### Industria
La provincia argentina de Córdoba es desde hace más de medio siglo uno de los polos industriales de Argentina y con ello de toda América fuera de los Estados Unidos y Brasil. En las industrias argentinas de Córdoba se destacan la industria manufacturera, que aporta alrededor del 17% del PGB nacional argentino el suministro de electricidad, gas y agua que aporta el 10 % restante.[cita requerida]

Córdoba concentra el 30% de la producción automotriz nacional. En la provincia están instaladas plantas terminales de importantes automotrices mundiales: FCA, Renault, Volkswagen, IVECO y Nissan. Cuenta con una muy desarrollada red de medianas y pequeñas industrias metalmecánicas, más de 250 empresas autopartistas que proveen partes, piezas, componentes y accesorios necesarios para la producción de esta industria.Otro polo industrial es el sector de fabricantes de bienes de capital agrícola, en especial maquinarias y agrocomponentes, con principal protagonismo en la zona del sudeste provincial. Se destaca la producción de cosechadoras, tractores, tolvas, sembradoras, agropartes, pulverizadoras, embolsadoras de granos, equipos para industria láctea y silos.

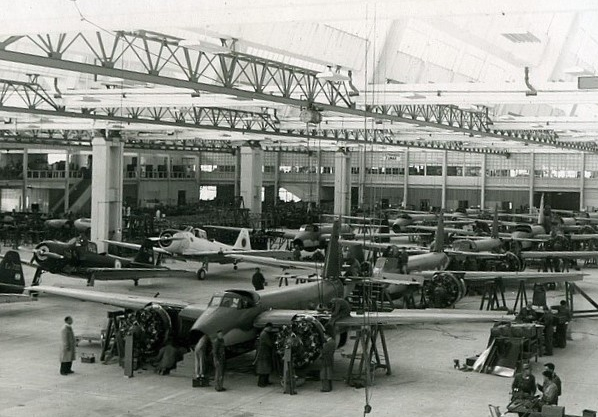
La Fábrica Argentina de Aviones es un complejo de importancia estratégica para la producción de aeronaves y la investigación aeroespacial. Aquí se diseñaron y fabricaron los primeros aviones a reacción de América Latina en las décadas de 1940 y 1950, y se dirigió el desarrollo de las industrias nacionales automotriz y aeroespacial.

La zona del Gran Córdoba por sus fábricas de material ferroviario (locomotoras, etc.) en Materfer, y aeroespacial, siendo actualmente su principal empresa la FAdeA: el primer avión a reacción del mundo iberoamericano (es decir antes que España o cualquier país europeo ibérico e iberoamericano), el llamado Pulqui fue fabricado en la ciudad de Córdoba Argentina, antes de este avión ya en Córdoba Argentina desde los 1940 se fabricaban los aviones monomotores D.L. y en los 1960-70 los exitosos aviones turbohélice IA 58 Pucará (particularmente efectivos en la guerra del Atlántico Sur y otros teatros de operaciones), luego desde los 1990 la Fábrica Militar de Aviones ha mantenido su principal fábrica en el Gran Córdoba produciendo por ejemplo los aviones a reacción llamados IA-63 Pampa. 
La industria aeroespacial (cohetes y satélites) en Argentina posee, desde hace medio siglo, el mayor desarrollo en Córdoba: centrada en la localidad de Falda del Carmen, por ejemplo en la provincia argentina de Córdoba se diseñó y construyó el primer satélite espacial argentino: el u.Sat-Víctor-1 obra del Centro de Investigaciones Aplicadas del Instituto Universitario Aeronáutico de Córdoba. En el extremo noreste de la provincia se estableció la pequeña aunque muy productiva fábrica de aeronaves Aero Boero, más exactamente en la ciudad de Morteros.
La provincia argentina de Córdoba también se destaca por su gran producción de lácteos (quesos, etc.) a partir de la leche de vaca ya que su sector pampeano junto al de la vecina Provincia de Santa Fe es la Zona Núcleo de la lechería en Argentina siendo muy importante la empresa de bases cooperativas denominada SanCor (nombre que es acrónimo de las dos provincias mencionadas). La fabricación de alimentos, golosinas, galletitas (Serranitas, etc.) y postres varios como los de las empresas Arcor con núcleo en Arroyito y Georgalos con núcleo en la ciudad de Río Segundo célebres por sus bon o bon y sus Nucrem respectivamente y bebidas (vinos como los de Caroya). En bebidas gaseosas (como las de la empresa Egea con sus gaseosas "Pritty" desde los 1960), cervezas como las de Río Segundo y las Córdoba estas últimas elaboradas en el Gran Córdoba. 

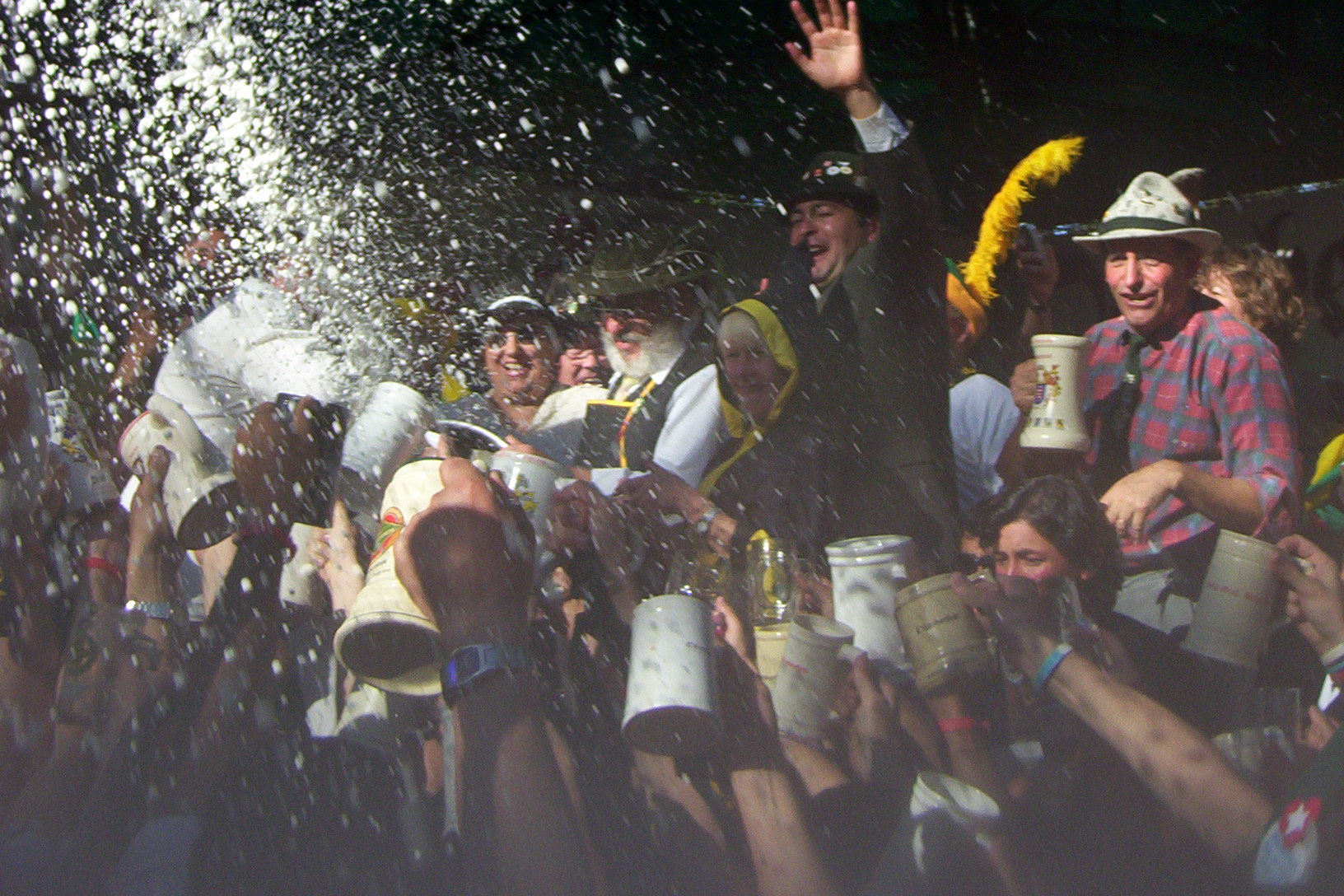
Fiesta Nacional de la Cerveza en Villa General Belgrano (2006)

La producción de cerveza, ya de modo artesanal o de pequeñas empresas, se extiende a gran parte de las sierras de Córdoba destacándose las que triunfan en la Oktoberfest de la ciudad serrana llamada Villa General Belgrano, luego de los rubros ya precitados: aceites comestibles (principalmente de girasol, de soja y de maní), seguidos por la molienda de trigo, la fabricación de bebidas gaseosas, vinos en Caroya (inicialmente promovida tal producción por los friulanos y argentinos cordobeses de origen friulano que fundaron la cooperativa llamada La Caroyense), fernandos y vodkas (los vodkas argentinos fuero inicialmente producidos en el pueblo de Nono por inmigrantes alemanes del Báltico entre los que se destacaron los von Rennenkampf y posteriormente por la empresa de la familia Porta); elaboración de cacao (importado), chocolate, productos de confitería y la derivada del ganado.
La industria artesanal cordobesa argentina y esto especialmente en la zona de las sierras de Córdoba y su pedemonte: quesillos y quesos de cabra, miel, arropes de tuna, sombreros de totora, sombreros, cestas, bolsos y muñecos de fibra trenzada de "coco", licores de peperina, chacinados y encurtidos como los codeguines, sopressatas, bondiolas, jamones serranos típicos de la "Pampa Gringa" cordobesa y sus zonas de influencia. Muñecos de paño lenci (especialmente en el Valle de Punilla), figuras y recipientes de cerámica negra en el Valle de Traslasierra (especialmente en torno al lago del embalse de La Viña y Los Hornillos) y, en la ciudad argentina de Córdoba la fabricación ancestral de muebles de buena calidad.
Las industrias químicas como las ubicadas en torno a la ciudad de Río Tercero (Atanor, etc.) o la producción de maquinaria textil (por ejemplo máquinas de coser) como las fabricadas desde 1944 en la ciudad de San Francisco (Córdoba). La fabricación de balones o pelotas sin tiento de Bell Ville en donde fueron inventadas en el año 1931.

### Minería
las rocas de aplicación son el producto más destacado, entre ellas la cal, el granito, el canto rodado, la sal, la mica, el cuarzo, el ónix. También existen yacimientos de arcillas, fluorita, manganeso, uranio y pequeños yacimientos auríferos.

### Servicios
Dentro del sector de servicios, las actividades más importantes son el comercio, los restaurantes y la hotelería; los servicios comunales, sociales y personales; y los establecimientos financieros, seguros, bienes inmuebles y servicios a empresas.
Córdoba fue la primera provincia argentina en declarar al software como industria. Ello favoreció la radicación de empresas de primer nivel mundial como Motorola, Intel, Hewlett Packard, Mercado Libre y McAfee. La actividad registra un crecimiento sostenido, con más de 500 empresas del rubro. Córdoba promueve la formación de los clústers tecnológicos, donde interactúan sectores privados, el gobierno y las universidades. Las firmas se caracterizan por su potencial exportador, con gran valor agregado, altos niveles de personal capacitado y una sinergia con otros sectores productivos. Actualmente, ocupa a más de 13.000 empleados y coloca sus productos en más de 15 países.

### Turismo

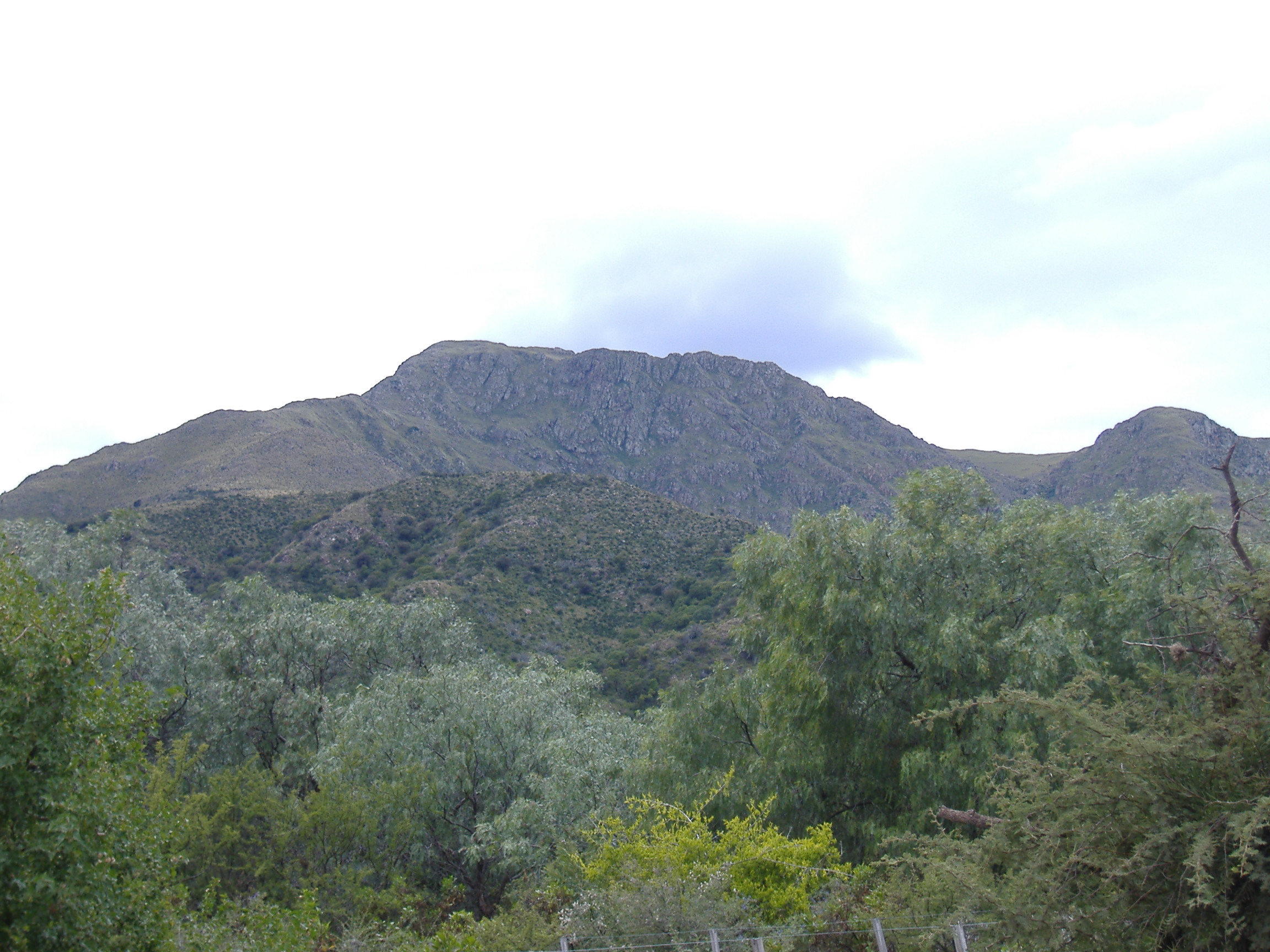
El cerro Uritorco, el pico más alto de las sierras Chicas, se ha convertido desde 1986 en un sitio reportado por medios nacionales e internacionales por avistamientos de ovniS, visitas extraterrestres y visiones de dimensiones paralelas; esto ha disparado el turismo en los últimos tiempos.

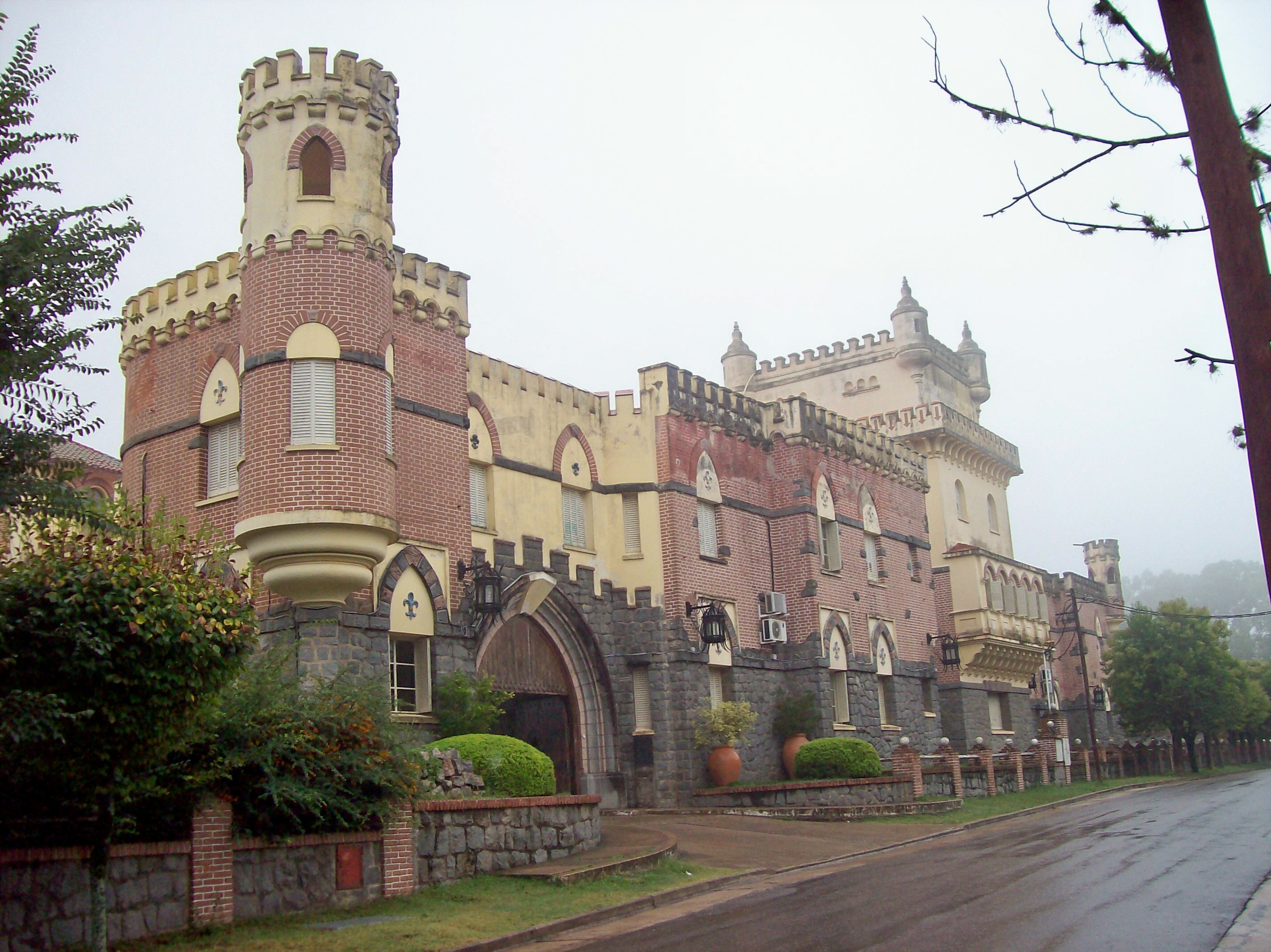
Hotel El Castillo en Valle Hermoso

El turismo, junto con la industria y los servicios, es una de las principales actividades económicas de la provincia, por lo que las inversiones en infraestructura turística son fomentadas por la Ley de Fomento Turístico N.º 7232 y sus Decretos Reglamentarios N.º 4557/85 y N.º 1360/00.
El principal atractivo turístico de Córdoba son sus sierras, así como también su clima y sus paisajes. La actividad turística provincial es favorecida también por la facilidad del acceso a la provincia debido a las redes de comunicaciones, su posición central en la geografía del país y la presencia de un aeropuerto internacional. Por esto Córdoba es una de las principales áreas turísticas de Argentina, luego de la costa atlántica argentina. 
Destacan por su importancia las fiestas típicas de festival de Cosquín dedicado al folclore de Argentina, festival Nacional de la Doma y el Folclore en Jesús María, festival como su nombre lo indica, dedicado al folclore argentino con su música y la destreza ecuestre gaucha que incluye a la doma y la Fiesta Nacional de la Cerveza en Villa General Belgrano y las celebraciones de Semana Santa, también se destaca el festival nacional de música rock y pop llamado Cosquín Rock aunque en realidad se celebra en Santa María de Punilla.También se realiza el festival Nacional de la papa en la ciudad de Villa Dolores. Desde 1984 es la sede oficial del Rally de Argentina. Tras ser reinaugurado en el 2009, la provincia de Córdoba ha sido siempre una de las etapas del Rally Dakar.
Entre atractivos naturales e incluso los aportes humanos en arquitectura e ingeniería, la principal actividad económica se localiza en las sierras de Córdoba, en los valles de Punilla, de Traslasierra, de Paravachasca y de Calamuchita.
Existe una variedad de atracciones naturales donde se destacan varias de las 7 maravillas naturales de la Provincia de Córdoba como por ejemplo el cerro Uritorco, la cueva de los Pajaritos, Los Terrones, Cuevas de Ongamira, cerro Colorado, parque autóctono cultural y recreativo, el Zapato (como el Uritorco, ubicado inmediato a Capilla del Monte), La cascada de Olaen, Las Tres Cascadas, Los Chorrillos, El cerro de Los Gigantes, el cerro Champaquí, La Cumbrecita con su río subterráneo, sus bosques de coníferas y su cascada, la quebrada del Yatán, la quebrada de la Mermela y el Singuriente, quebrada de la Palmita, el parque nacional quebrada del Condorito (también conocido en la provincia de Córdoba como de los Condoritos) en el cual se encuentra la quebrada del río Yuspe, Taninga, Chancaní con sus precipicios y túneles, Los Mogotes, Los Paredones (cerca de Capilla del Monte), las Siete Cascadas (en La Falda) y muchos otros relacionados con los ríos de Punilla: río Cosquín, San Esteban, La Toma, dique San Jerónimo, dique El Cajón, dique San Roque, etc. Asimismo hay otras atracciones como El Mástil, El Cristo, El Laberinto, las aerosillas como la de Carlos Paz, el Camino del Cuadrado, La cascada de Thea, Vaquerías, Cavernas el Sauce, el enorme lago salado o mar interior llamado Mar de Ansenuza etc.

Existen distintas alternativas para el hospedaje: cabañas, campings, hostings y hosteles, hosterías y hoteles de todas las categorías a los que se suman el alquiler de casa o departamentos por temporada.

## Demografía
| POBLACIÓN HISTÓRICA DE LA PROVINCIA DE CÓRDOBA | POBLACIÓN HISTÓRICA DE LA PROVINCIA DE CÓRDOBA | POBLACIÓN HISTÓRICA DE LA PROVINCIA DE CÓRDOBA | POBLACIÓN HISTÓRICA DE LA PROVINCIA DE CÓRDOBA | POBLACIÓN HISTÓRICA DE LA PROVINCIA DE CÓRDOBA |
| N.°                                            | Año                                            | Habitantes                                     | Crecimiento Intercensal                        | Censos de Población o Estimaciones             |
| ---------------------------------------------- | ---------------------------------------------- | ---------------------------------------------- | ---------------------------------------------- | ---------------------------------------------- |
| SIGLO XVIII                                    |                                                |                                                |                                                |                                                |
| Sin cambios                                    | 1778                                           | 44 506                                         | Sin cambios                                    | Estimaciones                                   |
| SIGLO XIX                                      |                                                |                                                |                                                |                                                |
| Sin cambios                                    | 1820                                           | 85 000                                         | Sin cambios                                    | Estimaciones                                   |
| Sin cambios                                    | 1847                                           | 90 000                                         | Sin cambios                                    | Estimaciones                                   |
| Sin cambios                                    | 1853                                           | 150 000                                        | Sin cambios                                    | Estimaciones                                   |
| Sin cambios                                    | 1857                                           | 137 069                                        | Sin cambios                                    | Censo Confederal de 1857                       |
| 1.º                                            | 1869                                           | 210 508                                        | + 53,6%                                        | Censo argentino de 1869                        |
| 2.º                                            | 1895                                           | 351 223                                        | + 66,8 %                                       | Censo argentino de 1895                        |
| SIGLO XX                                       |                                                |                                                |                                                |                                                |
| 3.º                                            | 1914                                           | 735 472                                        | + 109 %                                        | Censo argentino de 1914                        |
| 4.º                                            | 1947                                           | 1 497 987                                      | + 103 %                                        | Censo argentino de 1947                        |
| 5.º                                            | 1960                                           | 1 753 840                                      | + 17,0 %                                       | Censo argentino de 1960                        |
| 6.º                                            | 1970                                           | 2 060 065                                      | + 17,4 %                                       | Censo argentino de 1970                        |
| 7.º                                            | 1980                                           | 2 407 754                                      | + 16,8 %                                       | Censo argentino de 1980                        |
| 8.º                                            | 1991                                           | 2 766 683                                      | + 14,9 %                                       | Censo argentino de 1991                        |
| SIGLO XXI                                      |                                                |                                                |                                                |                                                |
| 9.º                                            | 2001                                           | 3 066 801                                      | + 10,8 %                                       | Censo argentino de 2001                        |
| 10.º                                           | 2010                                           | 3 308 876                                      | + 7,8 %                                        | Censo argentino de 2010                        |
| 11.º                                           | 2022                                           | 3 840 905                                      | + 16,1 %                                       | Censo argentino de 2022                        |

| Evolución histórica de la población de la provincia de Córdoba (según los censos argentinos) |
| -------------------------------------------------------------------------------------------- |
|                                                                                              |

Pirámide de población de Córdoba, según el Censo de 2022.

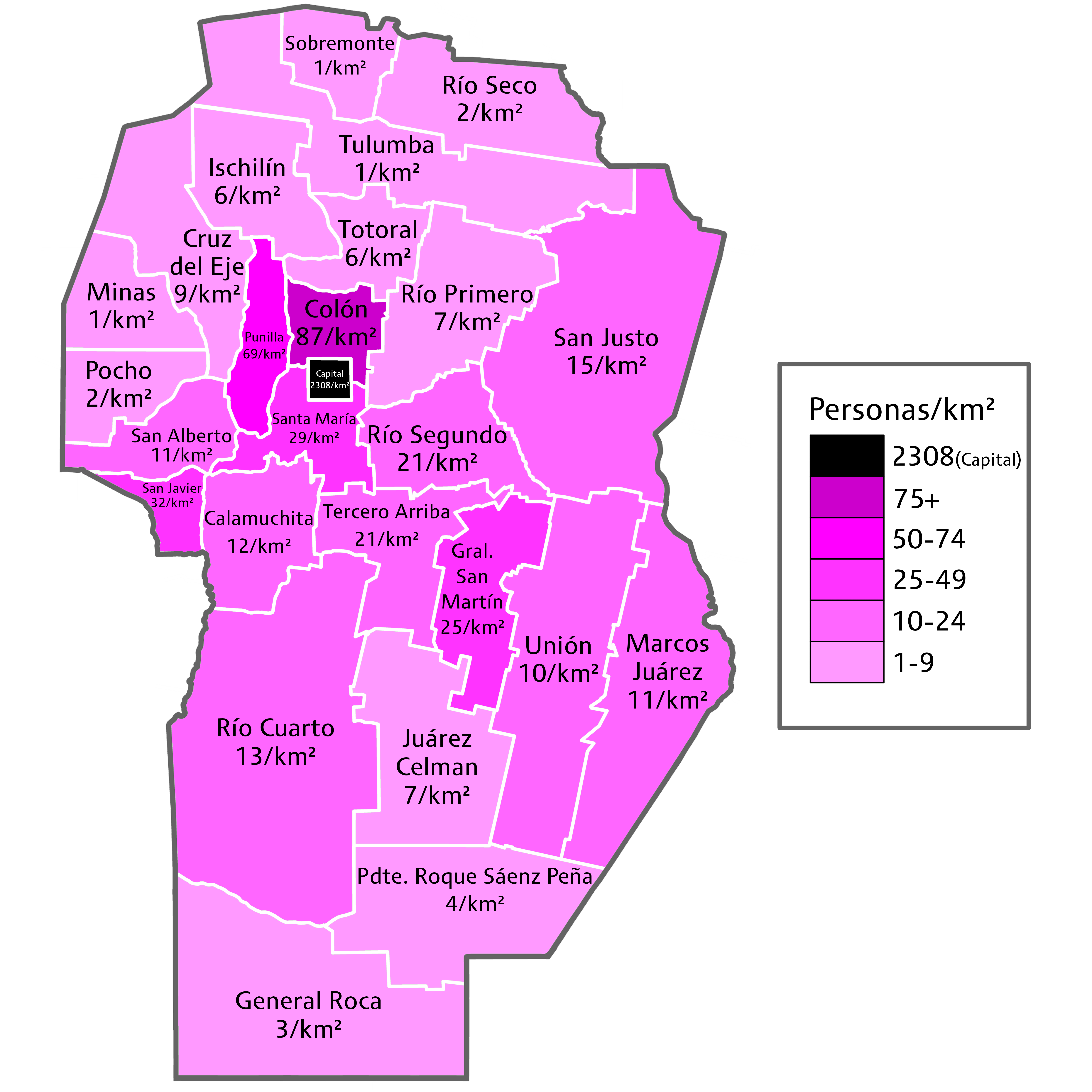
Densidad de población (Censo 2010).

Según los datos del Censo Nacional de Viviendas, Hogares y Población 2010, realizado por el Instituto Nacional de Estadística de Censos, la población de la Provincia de Córdoba totalizó 3 308 876 habitantes, Según los datos del censo argentino de 2022 la provincia de Córdoba registró 3 978 982 hab, mostrando un crecimiento entre 2010-2022 20 %, por encima del nacional, creciendo 7,89 % en el periodo 2001-2010 y representando el 8,68% de los habitantes del país. El índice de masculinidad fue de 94,7, mientras que la tasa de alfabetización llegó al 98,53%. Otro dato relevante es que solo 50.488 habitantes han nacido en el extranjero (el 1,52% de la población total), porcentaje por debajo de la media nacional, debido seguramente a su característica de provincia mediterránea.
De acuerdo al último censo 51.142 habitantes (1,54%) se autorreconocen descendientes o pertenecientes a algún pueblo originario. Con respecto a este último dato se debe tener en cuenta que el margen de error es muy grande ya que es la primera vez que se hace este tipo de encuesta en un censo nacional, además de que las raíces indígenas  en muchos casos fueron y siguen siendo negadas por prejuicios culturales o desconocimiento.
- Población urbana: 2.966.815 (censo 2010)[73]
- Población rural: 342.061 (censo 2010)

### Ciudades más pobladas

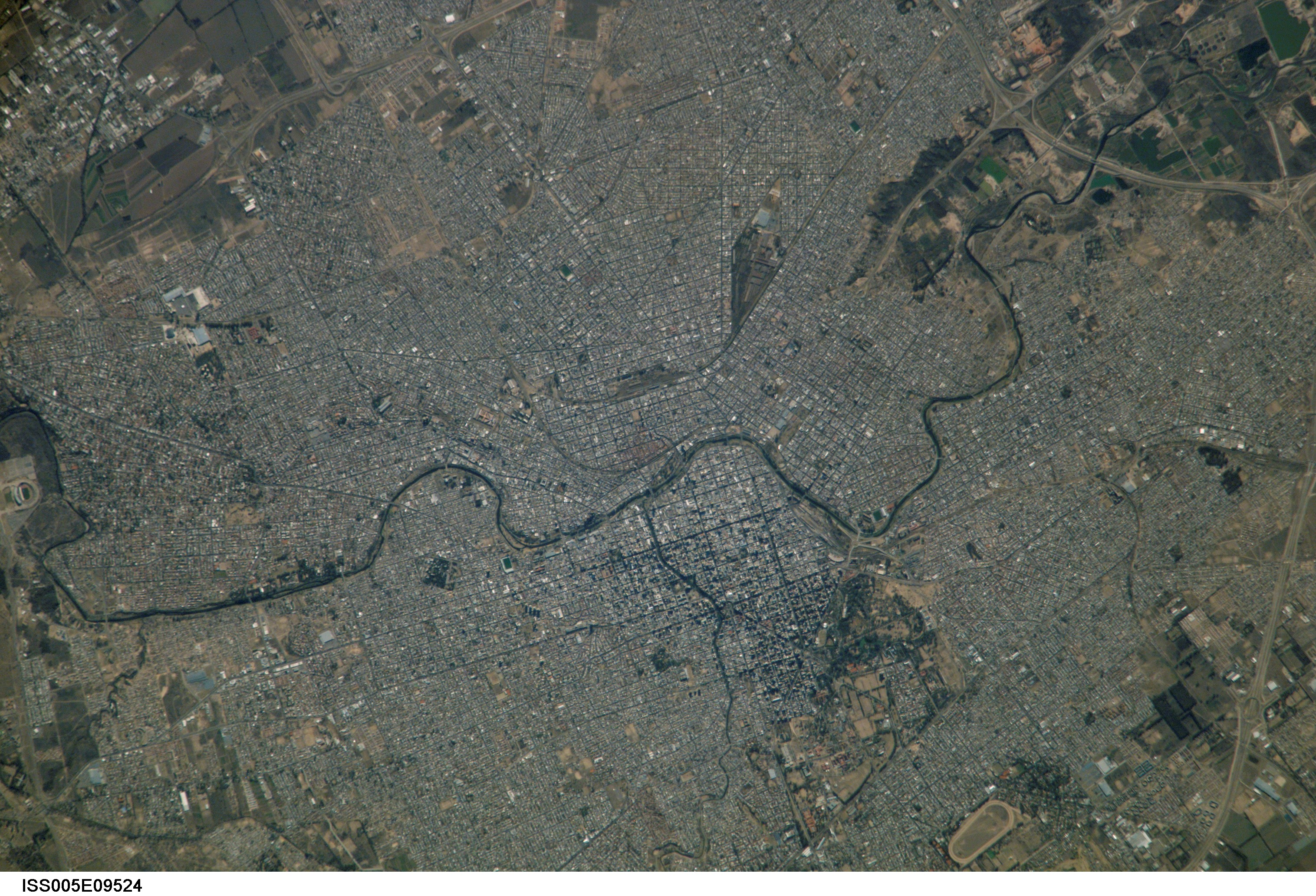
Centro de la ciudad de Córdoba tomada desde la Estación Espacial Internacional

De acuerdo al censo nacional de 2022
| Ranking | Ciudad           | Departamento       | Población (2022) | Latitud | Longitud |
| ------- | ---------------- | ------------------ | ---------------- | ------- | -------- |
| 1       | Córdoba          | Capital            | 1.505.250        | –31,41  | –64,18   |
| 2       | Río Cuarto       | Río Cuarto         | 180.756          | –33,13  | –64,34   |
| 3       | Villa María      | General San Martín | 96.061           | –32,41  | –63,25   |
| 4       | Villa Carlos Paz | Punilla            | 71.273           | –31,41  | –64,51   |
| 5       | San Francisco    | San Justo          | 69.047           | –31,42  | –62,08   |
| 6       | Alta Gracia      | Santa María        | 60.374           | –31,65  | –64,43   |
| 7       | Río Tercero      | Tercero Arriba     | 53.421           | –32,17  | –64,11   |
| 9       | Bell Ville       | Unión              | 37.610           | –32,62  | –62,68   |
| 8       | La Calera        | Colón              | 45.600           | –31,34  | –64,33   |
| 10      | Villa Dolores    | San Javier         | 33.346           | –31,94  | –65,18   |

### Aglomeraciones urbanas
| Ranking | Aglomerado                                                        | Departamento             | Población (2022) |
| ------- | ----------------------------------------------------------------- | ------------------------ | ---------------- |
| 1       | Gran Córdoba                                                      | Capital - Colón          | 1.974.536        |
| 2       | Gran Río Cuarto                                                   | Río Cuarto               | 178.048          |
| 3       | Villa María - Villa Nueva                                         | General San Martín       | 122.321          |
| 4       | Villa Carlos Paz - San Antonio de Arredondo - Villa Río Icho Cruz | Punilla                  | 95.840.          |
| 5       | San Francisco - Frontera                                          | San Justo - Castellanos  | 81.060           |
| 6       | Jesús María - Colonia Caroya                                      | Colón                    | 61.449           |
| 7       | Villa Dolores - Villa Sarmiento - San Pedro - Villa de las Rosas  | San Javier - San Alberto | 53.793           |
| 8       | Río Tercero                                                       | Tercero Arriba           | 48.421           |
| 9       | La Falda - Huerta Grande - Valle Hermoso                          | Punilla                  | 42.821           |
| 10      | Río Segundo - Pilar                                               | Río Segundo              | 42.423           |
| 11      | Cosquín - Santa María de Punilla - Bialet Massé                   | Punilla                  | 41.273           |

## Cultura, educación y salud

### Museos

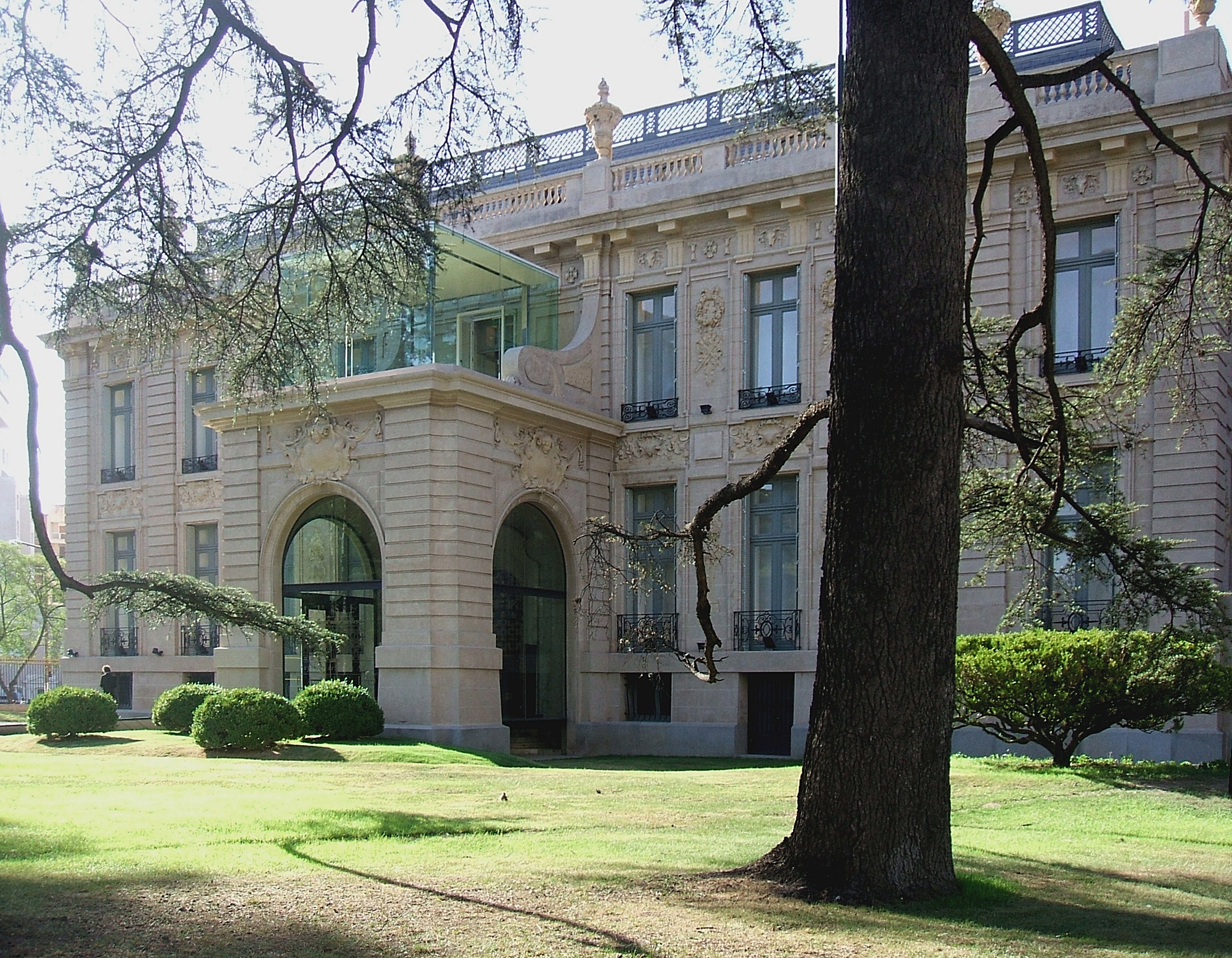
Fachada del Museo Superior de Bellas Artes «Eva Duarte de Perón» —ex-Palacio Ferreyra—, que alberga la muestra permanente de la colección de la provincia de Córdoba

Córdoba cuenta con una gran variedad de museos, entre los más reconocidos están el Museo Superior de Bellas Artes Eva Duarte de Perón (también conocido como Palacio Ferreyra), que alberga la colección de artes visuales, fotografía y escultura de la provincia en una muestra permanente, por otra parte, el Museo Provincial de Bellas Artes Emilio Caraffa alberga muestras transitorias.
Otros museos importantes son el museo de Arte Religioso Luis de Tejeda, el Museo de Ciencias Naturales y el Museo Genaro Pérez, el Museo de Arturo Illia en Cruz del Eje (Monumento Histórico Nacional de Argentina) y el Museo Polifacético Rocsen, en Nono, con más de 25 000 piezas de diversas regiones del mundo y declarado lugar de Interés Público Nacional.

### Música
La música popular cordobesa se nutrió de influencias prehispánicas, españolas y africanas cristalizando a fines del siglo XIX en el gato, la chacarera, el valsesito y la jota cordobesa. Grandes artistas de estos géneros fueron Cristino Tapia y El Chango Rodríguez. El tango también tuvo auge a mediados del siglo XX con figuras como Ciriaco Ortiz y Jorge Arduh. Los inmigrantes europeos que poblaron el sur y este de la provincia trajeron sus músicas populares. Trasladadas a la capital por las migraciones internas desde los años '50 se fusionaron más tarde con expresiones de origen caribeño generando el "Cuarteto", así llamado por ser originalmente ejecutado con 4 instrumentos: acordeón, piano, violín y contrabajo. Esta manifestación musical popular es un estilo de música de ritmo movido derivado de la música europea (paso doble, tarantela, etc.) que a partir de 1990s toma una proyección nacional. Los "bailes" son un clásico de este género y convocan a una gran cantidad de personas por fin de semana en los diferentes estadios, clubes y salones de eventos como La Vieja Usina o el Complejo Forja. Algunos artistas reconocidos de este género musical son Leonor Marzano, La Mona Jiménez y Rodrigo. Actualmente en la escena de la música cordobesa la lideran cantantes como: Eugenia Quevedo, cantante de cuarteto, es la artista cordobesa más escuchada, con más de 1.5 millones de oyentes mensuales en Spotify. Vicente Amigo, guitarrista de flamenco de renombre internacional, con más de 330.000 escuchas mensuales, reconocido por su virtuosismo y composiciones.

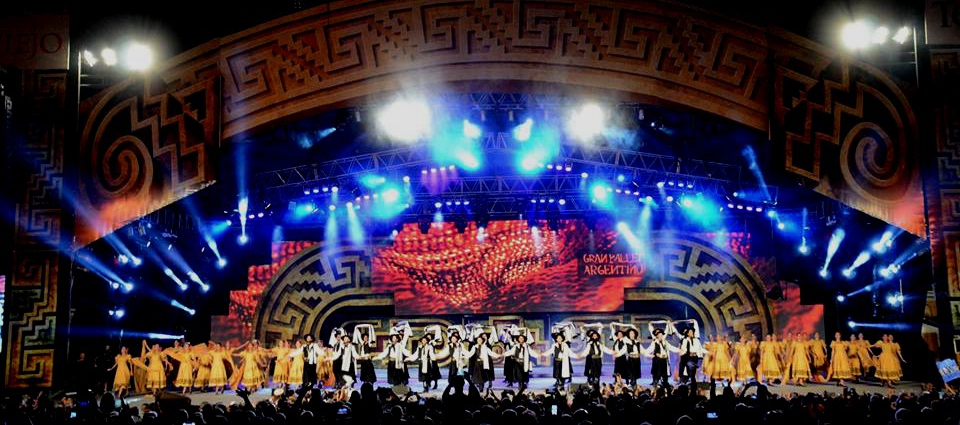
Gran Ballet Argentino. Apertura Festival de Cosquín 2017.

En Córdoba también se celebra el Festival de Cosquín, que reúne exponentes de la música folklórica nacional. En años recientes se sumó también el festival Cosquín Rock, dedicado al Rock argentino. El movimiento de rock en Córdoba nace también desde los mismos comienzos del rock nacional, a principios de los años 60 con grupos como Los Bichos, y Los Teen Agers, se desarrollan todos los subgéneros desde los 70, rock elaborado - heavy metal - jazz rock - pop - progresivo - rock 'n' roll clásico - blues - folk-rock, etc., con nombres como Ave Fénix - Piel de Ángel - Encuentro - A comienzos de los 80 apareció el gran festival de La Falda impulsado por Mario Luna y toda una gran camada de bandas de rock aparecen por aquellos años - Tamboor - Pasaporte - Dibujos Animados - Posdata - Córdoba Va - El Sueño Americano -Ica Novo - Proceso a Ricutti - Los Músicos del Centro desde los 90s hasta el presente han surgido todo tipo de bandas siempre en el under desde el thrash metal hasta la electrónica, de la mano de Hammer - Eruca Sativa - Lokotes - 3 de Copas - Los Bastarddos - Juan Terrenal - Beat Cairo - Tórax - Lucila Cuevas - Roko - Voil Tage - y muchas más.

### Medios de prensa
En Córdoba se editan los diarios La Voz del Interior, La Mañana de Córdoba, Comercio y Justicia, El Diario de Villa Carlos Paz, Día a Día, Hoy Día Córdoba, Puntal de Río Cuarto y Puntal Villa María y El Diario del Centro del País. Hay 5 canales de televisión por aire en la banda VHF: El Doce del Grupo Clarín, Canal 10 de los Servicios de Radiodifusión y Televisión de la UNC, Canal 9 de Río Cuarto, Canal 13 de Río Cuarto y Telefe Córdoba de Paramount Global. Además existen numerosas señales locales por cable, entre las más importantes, Canal "C" (con programas de interés general), ShowSport (de programación deportiva) y Canal 6 Cooperativo de Colsecor, que se emite vía satélite para todo el país y Latinoamérica. Existen dos proveedores de televisión por cable Cablevisión (que también provee internet por cablemódem), y Córdoba Cable. Las radios de la banda AM más importantes son AM700 Cadena 3, AM810 Radio Mitre 810 del Grupo Clarín, AM580 Radio Universidad de los Servicios de Radiodifusión y Televisión de la UNC, AM970 LV2, AM750 LRA7 Radio Nacional Córdoba, AM1010 Radio Río Cuarto (LV16 Radio Río Cuarto), AM930 Radio Villa María y AM1350 Radio Sucesos. En la FM se pueden mencionar a Quality FM 90.5, DALE FM 93.1, FM Azul 104.5 (de Villa Carlos Paz), FM 93.9 Ranquel Stereo (LV16 Radio Río Cuarto) o a LV3 Radio Córdoba. Esta última tiene dos fórmulas musicales que se emiten solo en la ciudad de Córdoba, y una de tipo general, Cadena 3 Argentina, que mediante diversas retransmisoras se emite en toda la provincia así como también fuera de Córdoba.

### Arquitectura y patrimonio histórico

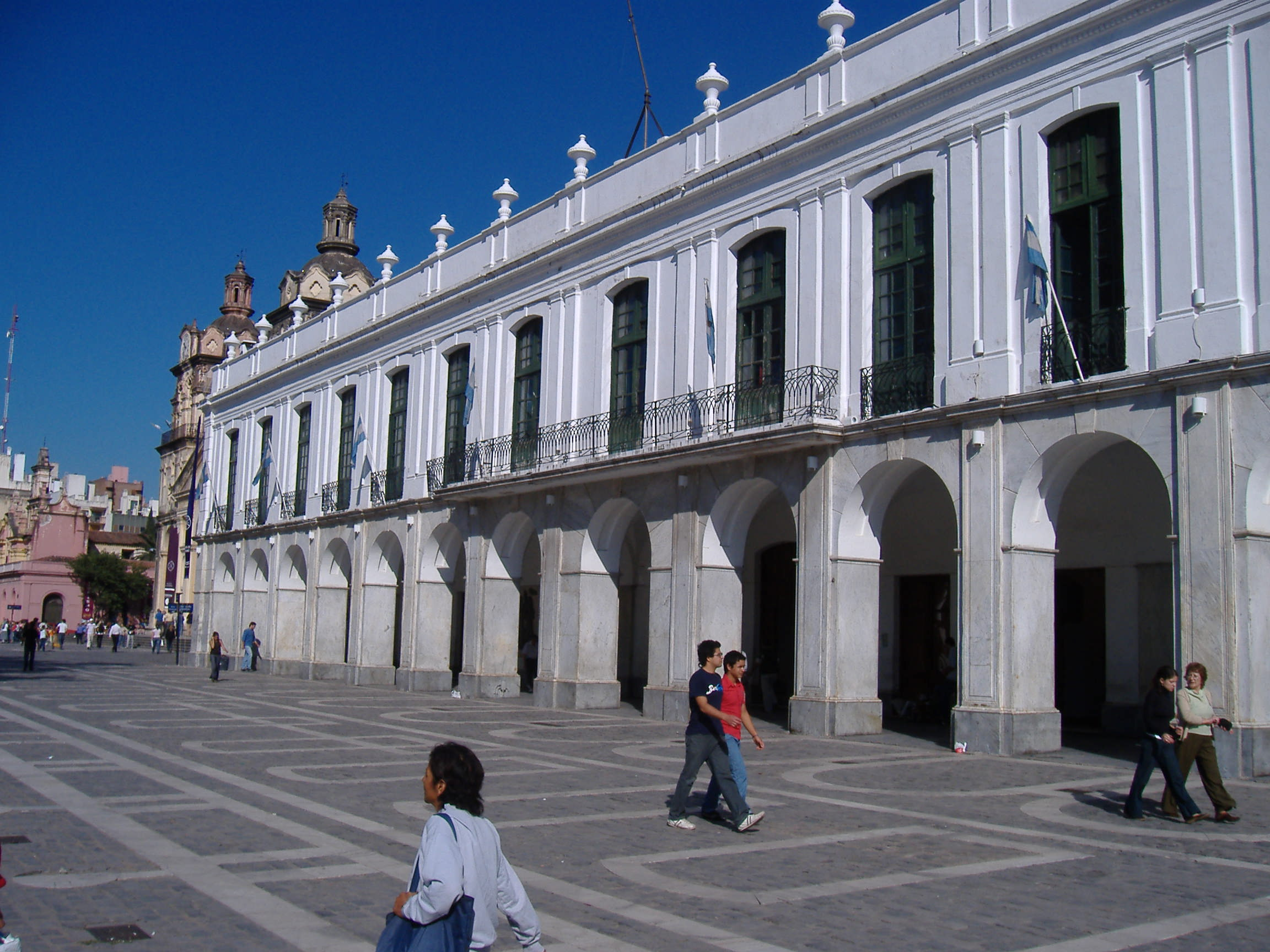
Cabildo de Córdoba

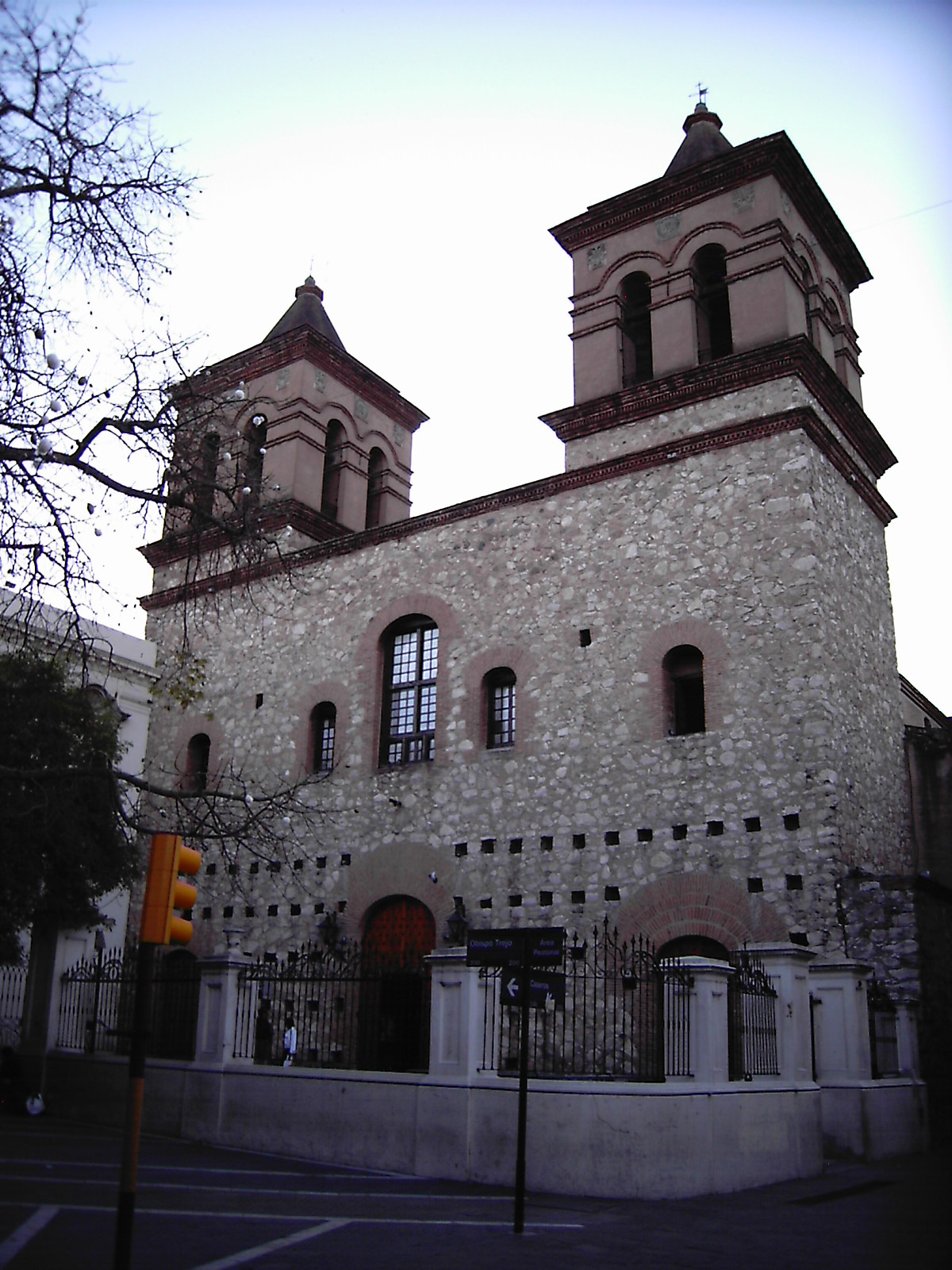
Iglesia de la Compañía de Jesús

En Córdoba se preservan numerosos monumentos históricos de la época de la colonia española, en especial templos de la Iglesia católica.
El más reconocido de estos monumentos es tal vez la Manzana Jesuítica (a la que se adjunta la Catedral de Córdoba), que fue declarada Patrimonio de la Humanidad por la Unesco en 2000. Este monumento consiste en una manzana de edificios construidos por los jesuitas durante el siglo XVII: el Colegio Nacional de Monserrat, la iglesia de la Compañía de Jesús, y la antigua Universidad (actualmente, museo histórico de la Universidad Nacional de Córdoba) otro valioso edificio de la época colonial es la Casa del Virrey Sobremonte; también en la ciudad capital se destacan el edificio del Palacio de Justicia (neoclásico), el Museo Provincial de Bellas Artes Emilio Caraffa cuyo núcleo es de estilo neoclásico y sus anexos son de estilo racionalista internacional, el edificio del Teatro del Libertador (estilo ecléctico de fines de siglo XIX e inicios del siglo XX), el parque Sarmiento exornado por varios valiosos monumentos como la Rueda Eiffel y el Faro del Bicentenario y el moderno centro cívico de Córdoba (arquitectura posmoderna deconstructivista); fuera de la capital abundan interesantes edificios en varios sitios de las sierras de Córdoba como por ejemplo los coloniales españoles de Alta Gracia o, cerca de Cruz del Eje y Caroya la Estancia Jesuítica Santa Catalina entre otros muchos que incluyen a antiguos edificios de postas.

### Bienales de Córdoba
La ciudad argentina de Córdoba ha sido sede de tres importantes bienales de Arte: la de 1962, la de 1964 y la de 1966; tales bienales reunieron a lo más calificado del conjunto de artistas plásticos latinoamericanos preponderando en ellas los estilos contemporáneos de los 1960: pop art, arte conceptual, arte cinético diversas formas de arte abstracto, etc. Sin embargo tan exitoso evento cultural fue suspendido debido a la crítica situación política. Es importante no confundir la Bienal Americana de Córdoba Argentina con la posterior Bienal de Córdoba de España.

### Capital Americana de la Cultura
Córdoba fue designada Capital Cultural de América durante el año 2006.
"La cultura no repara en gobernantes, credos o colores partidarios. Córdoba es el corazón de la cultura y esta es la oportunidad que tenemos para demostrarlo. Por eso, yo comprometo a todos los vecinos para que nos hagamos cargo de lo que hemos suscripto hoy. Tenemos que cumplir y estar a la altura de las circunstancias", dijo el intendente Luis Juez tras firmar, junto al presidente de la Organización Capital Americana de la Cultura (CAC), Xavier Tudela y a la secretaria de Cultura y Educación, Susana Mazzarella.
A su turno, Xavier Tudela indicó que en otras ciudades del mundo la Capitalía Cultural dejó como saldo positivo una "impronta que marcó un antes y un después". En ese sentido, el catalán mostró confianza en la tarea que realizaría la ciudad. El nombramiento generó una amplia expectativa en el resto del continente y Córdoba definió una serie de estrategias y planes para la innovación en la vida cultural de la ciudad.
Para obtener la designación, la ciudad de Córdoba efectuó un arduo y silencioso trabajo desde la Secretaría de Cultura y Educación, el cual fue redituado con una extensa difusión en todo el continente.

### Educación

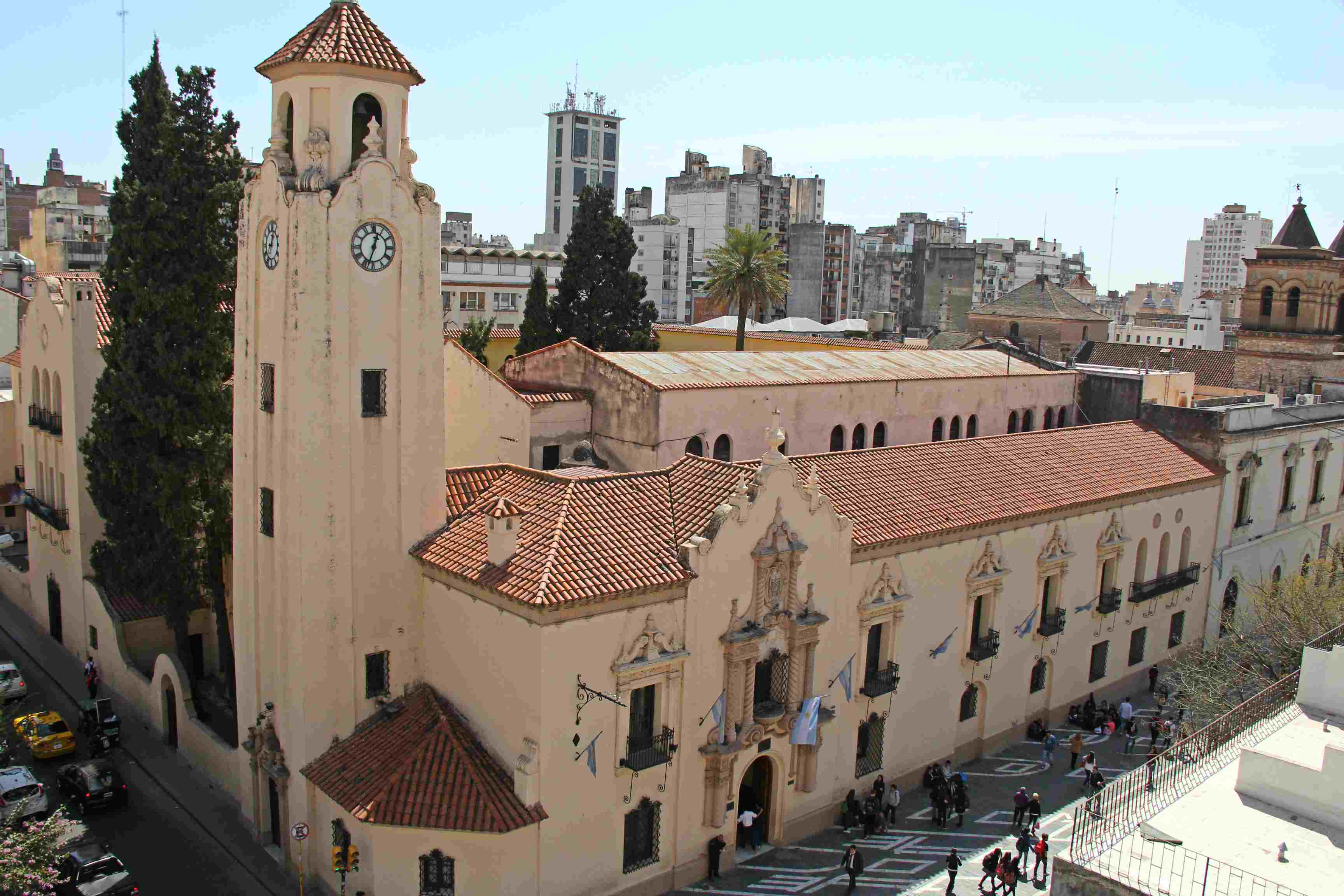
Colegio Nacional de Monserrat, fundado en 1687. Su edificio, como parte integrante de la Manzana Jesuítica de Córdoba, fue declarado Patrimonio Cultural de la Humanidad por la Unesco en 2000.

Entre la población mayor de 14 años, la mayoría tiene educación primaria completa o educación secundaria incompleta. Ambos grupos suman a 565.325 y 471.512 cordobeses respectivamente. Le siguen 356.983 con estudios secundarios completos, y 336.805 con la primaria incompleta. 63.983 cordobeses no tienen instrucción, y en el nivel universitario se encuentran 117.148 graduados y 185.098 con estudios incompletos.
Cordoba ha sido la cuna de la educación superior en Argentina. En Córdoba funcionó la primera universidad del país y una de las primeras en América, la Universidad Nacional de Córdoba. Si bien es financiada por el Estado nacional y es de administración autónoma; realiza la mayoría de sus acciones, tanto en trabajos de extensión universitaria, ayuda social, difusión del conocimiento e investigación en ciencia y tecnología en el territorio provincial.  Además Córdoba posee la Universidad Provincial de Córdoba UPC, financiada por el gobierno de la provincia, y que tiene administración autónoma y sedes en el interior, además de en la Capital.
Por la gran calidad educativa y tener por mucho tiempo la universidad más importante del país, Córdoba se ha ganado el apodo de La Docta.
Además el gobierno de la provincia tiene iniciativas para favorecer la transcurrencia a las aulas y el mayor grado de escolarización. Una de ellas es el Boleto Educativo Cordobés (Beg) . Es un boleto de transporte urbano e interurbano gratuito brindado por el gobierno provincial para que más de treinta mil estudiantes o docentes puedan llegar a clases todos los días. Facilitando así la llegada de la universidad pública y de las escuelas iniciales y secundarias al interior de la provincia.
Entre las universidades cordobesas se puede mencionar a la Universidad Nacional de Córdoba, la Universidad Nacional de Río Cuarto, la Universidad Nacional de Villa María, la Universidad Tecnológica Nacional (facultades regionales Córdoba, San Francisco, y Villa María), Instituto Universitario Aeronáutico; Universidad Católica de Córdoba, Universidad Blas Pascal, Universidad Empresarial Siglo 21, y la Universidad Provincial de Córdoba.

### Deporte

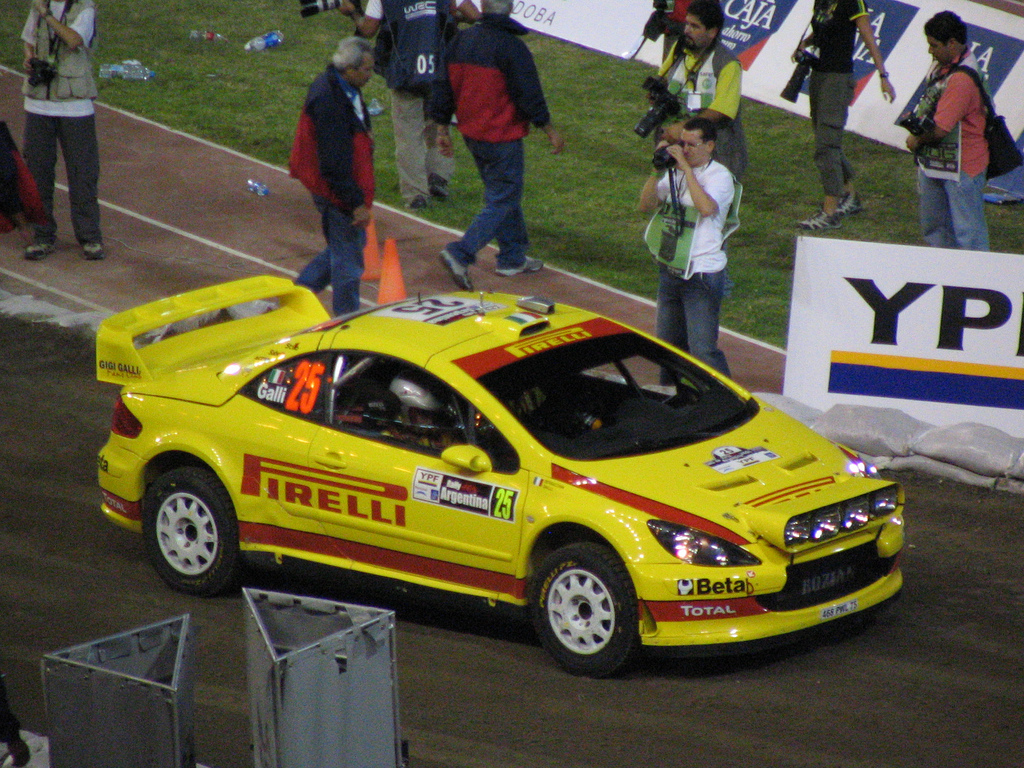
En el estadio Mario Alberto Kempes se realiza una de las Etapas del Rally de Argentina del Campeonato Mundial de Rally

El deporte más desarrollado, al igual que en la mayor parte del país, es el fútbol. Existen varios clubes, la mayoría de los cuales están afiliados a la Liga Cordobesa de Fútbol, quienes disputan en el Torneo de la LCF así como en otros de orden nacional.
Otra competición importante es el automovilismo. En las sierras de Córdoba, en Villa Carlos Paz, cada año se disputa la fecha Argentina del Campeonato Mundial de Rally. El sitio fue elegido por su terreno, que combina terrenos blandos y duros, espacios abiertos, montañas, cruce de ríos, entre otros accidentes geográficos. En la provincia cuenta con los autódromos de Alta Gracia y Río Cuarto, que frecuentemente reciben al Turismo Carretera, TC 2000, Top Race y Turismo Nacional entre otras categorías nacionales de automovilismo.
El baloncesto tiene una rica historia. Córdoba siempre se caracterizó por ser protagonista de los tradicionales Campeonatos Argentinos. Con la creación de la Liga Nacional de Clubes, la Asociación Deportiva Atenas se convirtió en el más exitoso representante deportivo de la historia de Córdoba. Con ocho campeonatos nacionales, otras cinco llegadas a la final y seis campeonatos internacionales (3 ligas sudamericanas, 2 sudamericanos de clubes campeones y 1 panamericano) se convirtió en el mayor referente del básquetbol nacional y también en el ámbito internacional.
En los últimos años el tenis fue ganando espacio, y en menor medida se destacaron el rugby y el hockey sobre césped. En tanto el boxeo, logró un resurgimiento con la irrupción de nuevas figuras. En golf, del Córdoba Golf Club han surgido profesionales de repercusión internacional, entre ellos Ángel Cabrera, vencedor del Abierto de los Estados Unidos de 2007.
Gracias a la gran cantidad de espejos de agua, la pesca tiene una gran cantidad de aficionados en toda la provincia.

#### Estadios
Córdoba cuenta con un Estadio Olímpico Mario Alberto Kempes. Con una capacidad de 57.000 personas, fue construido en la década del 70 (debido a que la ciudad fue una de las sedes de la Copa Mundial de Fútbol de 1978) y remodelado para la Copa América 2011. Otros estadios de fútbol, todos ellos en la ciudad Córdoba, son el estadio Julio César Villagra (del Club Atlético Belgrano), el estadio Juan Domingo Perón (de Instituto Atlético Central Córdoba), el estadio Boutique de Barrio Jardín (de Talleres), el estadio Miguel Sancho (de Racing de Córdoba) y el estadio Carlos "Lalo" Lacasia (de General Paz Juniors).En el interior de la provincia se destacan el estadio Ciudad de Río Cuarto (de Estudiantes de Río Cuarto) y el estadio Oscar C. Boero (de Sportivo Belgrano). Estos tienen capacidades de 30 500 (Belgrano), 22 000 (Instituto), 18 000 (Talleres), 18 535 (Racing), 15000 (General Paz Juniors), 15 000 (Estudiantes de Río Cuarto) y 10.000 (Sportivo Belgrano) espectadores respectivamente.[cita requerida]

### Salud
El sistema de salud de la provincia de Córdoba, Argentina, cuenta con una amplia red de hospitales, centros de atención primaria y laboratorios especializados que buscan garantizar el acceso a servicios médicos para la población. Entre los hospitales más destacados se encuentran el Hospital Córdoba, un centro de referencia en alta complejidad; el Hospital de Niños de la Santísima Trinidad, especializado en pediatría; el Hospital San Roque Nuevo, con servicios para adultos; el Hospital Rawson, referente en enfermedades infecciosas; y el Hospital Materno Neonatal, dedicado a la salud materna y neonatal. El Hospital de clínicas, uno de los más importantes y centro de prácticas para estudiantes de medicina bioquímica y otras carreras de la Universidad Nacional de Córdoba. Además, la provincia es sede del Laboratorio de Hemoderivados de la Universidad Nacional de Córdoba, una institución pública sin fines de lucro que produce medicamentos derivados del plasma humano, esenciales para el tratamiento de diversas patologías. Este laboratorio es único en Argentina y lidera la producción de hemoderivados en Sudamérica, contribuyendo también con fármacos hospitalarios y materiales para aplicaciones médicas específicas. 
La estructura del sistema de salud provincial se organiza en atención primaria, mediante centros de salud que brindan servicios básicos, y atención secundaria y terciaria, que incluye hospitales con mayor capacidad de diagnóstico y tratamiento.

## Ciudades y Países hermanados
- Córdoba, España
- Michoacán, México (1998)[85]
- Óblast de Kursk, Rusia (1997)[85]
- Óblast de Leningrado, Rusia (1997)
- Óblast de Vladimir, Rusia
- Óblast de Leópolis, Ucrania (1997)
- Piamonte, Italia (1991)
- Brasil (2001)
- San Petersburgo, Rusia (1997)
- Colombia (2007)
- Francia (1999)
- Reino Unido (1980)
- Suiza (2005)
- Suecia (1991)
- Perú (1970)
- Polonia (2008)
- Australia (2004)
- Liechtenstein (1989)
- Austria (1843)
- Bielorrusia (1950)
- Georgia (1967)
- Ciudad del Vaticano (1890)
- España (1930)
- Bélgica (1945)
- Canadá (1967)